# Chicago Fire Department
Ne doit pas être confondu avec Chicago Fire (série télévisée) ou Fire de Chicago.
Pour les articles homonymes, voir CFD.
Le Chicago Fire Department, connu sous l'acronyme CFD, est le corps de sapeurs-pompiers professionnels de la ville de Chicago aux États-Unis. Ses missions sont la lutte contre l'incendie, la prévention, le sauvetage, ainsi que les services d'urgences et les secours paramédicaux.
Comme tous les services municipaux (departments) de la ville de Chicago, le CFD est placé sous la juridiction du maire de Chicago.
Le CFD est le plus grand service d'incendie dans le Midwest des États-Unis et est le quatrième plus important département du pays après le New York City Fire Department (FDNY), le Los Angeles Fire Department (LAFD) et le Los Angeles County Fire Department qui possèdent plus de stations et d'effectifs que Chicago. C'est aussi l'un des plus anciens services d'incendie majeurs organisés dans ce pays. Parallèlement, certains employés du CFD servent dans les professions paramédicales avec le système d'urgence médicale de Chicago.
Le Chicago Fire Department reçoit plus de 800 000 appels d'urgence chaque année. Son quartier général est situé au 3510 South Michigan Avenue.

## Histoire

### XIXe siècle

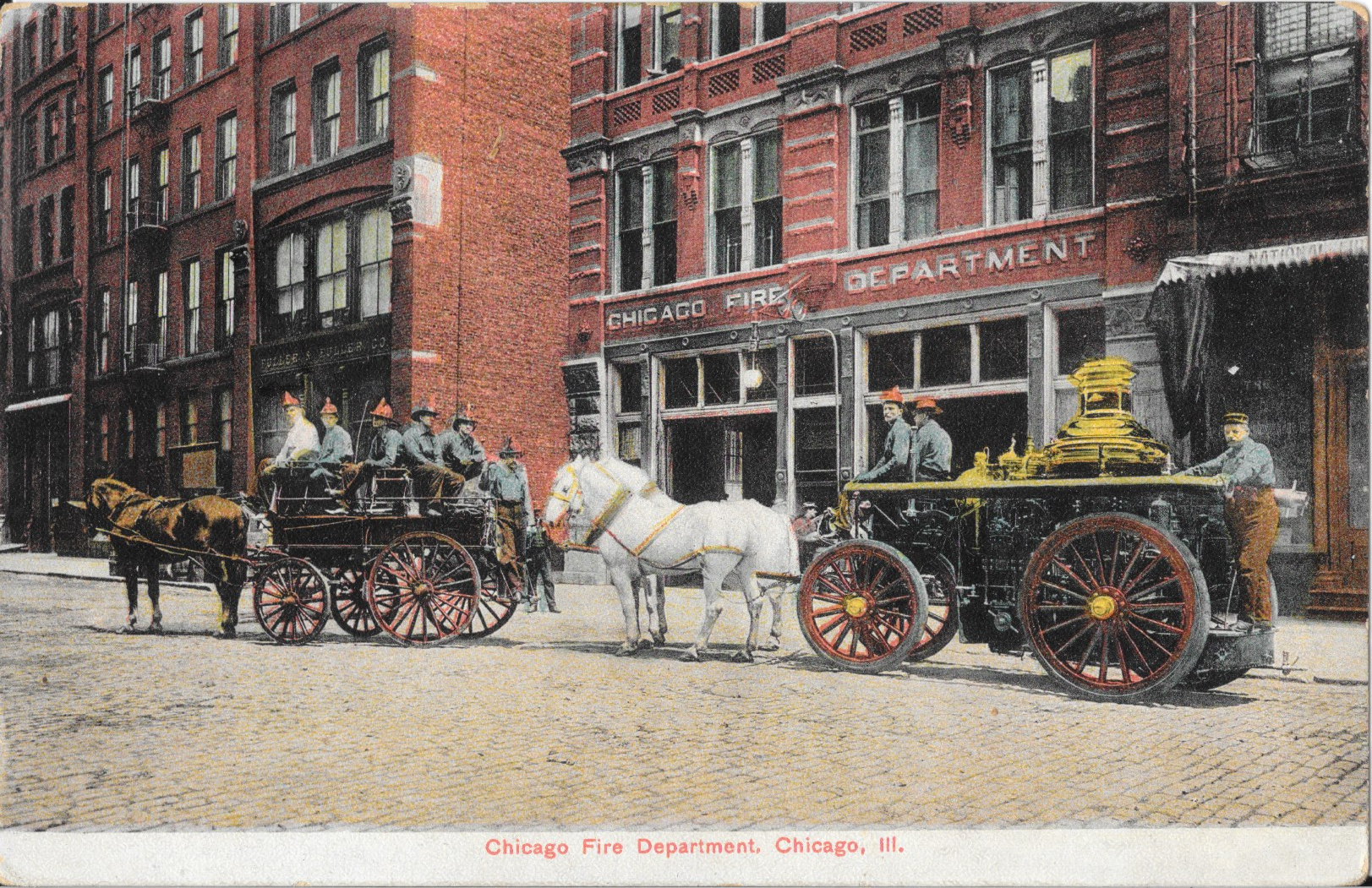
Le service d'incendie de Chicago, par American News Company, vers 1909.

La première compagnie de pompiers vit le jour en 1832 sous le nom de « Washington Volunteers ». La première ordonnance de Chicago fut adoptée en novembre 1833. Benjamin Jones, le premier chef de la brigade, fut nommé. En septembre 1834, le territoire de Chicago fut divisé en quatre districts (avec à sa tête un chef de brigade pour chacun). Le garde-pompier fit des inspections mensuelles dans chacune des maisons de la ville afin de vérifier la conformité, en particulier des tuyaux de poêle à bois.
En octobre 1834, un individu transportant une pelle de braises de charbon chaudes à l'angle de Lake Street et LaSalle Street déclencha accidentellement un incendie (d'un bâtiment à un autre) à l'angle de Lake Street et LaSalle Street. Le lendemain, un journaliste publia dans le journal Chicago Democrat une critique contre la ville pour son ingérence lors de l'incendie. En conséquence, une ordonnance du conseil municipal de Chicago fut immédiatement promulguée afin d'augmenter les compétences des chefs de brigade dans chaque district de la ville. Dès lors, ces derniers eurent le pouvoir d'agir en tant que chef de commandement et furent tenus responsables de la gestion des opérations dans leur district.

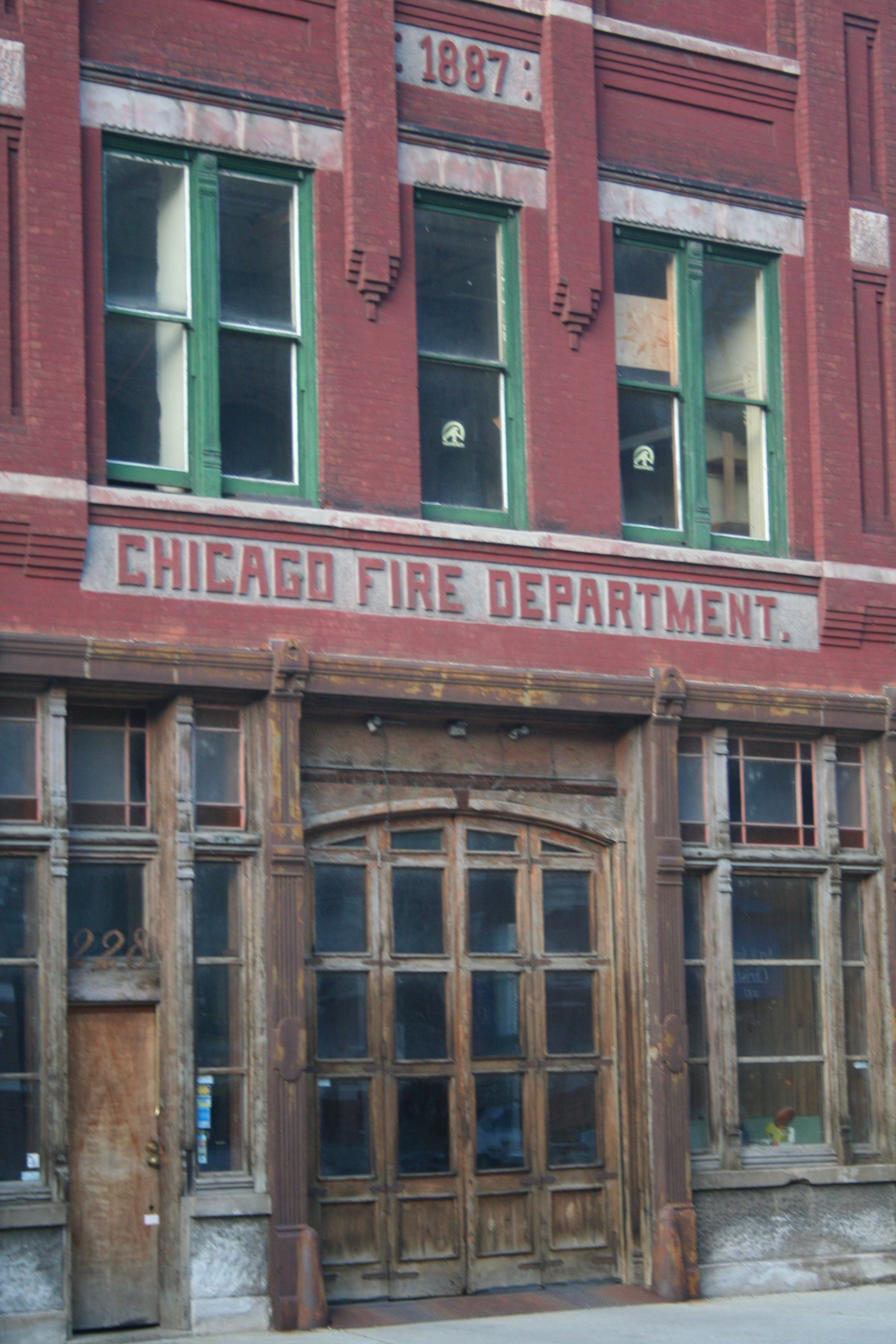
La façade d'une caserne du CFD datant de 1887, au 228 West Illinois Street, à Near North Side.

En 1835, le recensement de la ville fit état d'une population de 3 265 habitants. Le développement rapide de Chicago se fit de constructions presque entièrement en bois. Les administrateurs de la ville furent incités d'améliorer le service d'incendie (Fire Department). Hirman Hugunin, président du conseil d'administration, devint l'ingénieur en chef du service d'incendie de Chicago en décembre 1835. L'emplacement de la première caserne de pompiers se trouva sur LaSalle Street (là où se trouve l'actuel hôtel de ville de Chicago). Le 4 mars 1837, Chicago fut constituée en tant que ville. D'après le recensement, la population était de 4 170 habitants. Selon la première charte, la ville fut divisée en six quartiers. Les pompiers furent membres du conseil municipal avec le pouvoir de nommer d'autres personnes et d'organiser les bataillons et les casernes de pompiers.
En 1849, tandis que la population de Chicago fut inférieure à 20 000 habitants, un incendie détruisit une importante partie du centre de la ville, dont la Tremont Chamber. Le maire de Chicago James Hutchinson Woodworth demanda à l'État de l'Illinois des subventions pour améliorer le service d'incendie de Chicago. Le soutien qu'apporta Woodworth aux pompiers créa des relations étroites entre le département et le bureau du maire. En 1851, la ville installa ses premières bornes d'incendie. Toutes ces bornes en bois furent remplacées par plus de 46 600 bornes d'incendie actuelles.
Le 2 août 1858, le service d'incendie volontaire de Chicago fut dissous par le conseil municipal qui adopta une ordonnance créant formellement le service d'incendie de la ville de Chicago (City of Chicago Fire Department ; CFD) tel que nous le connaissons aujourd'hui. La première caserne se trouva au 225 South Michigan Street (Engine Company No 3). En 1866, le service d'incendie comprit onze bateaux-pompes, deux pompes à bras, treize chariots dévidoir (pour enrouler les tuyaux), un camion à crochet et échelle, 120 pompiers professionnels, 125 volontaires et 53 chevaux.

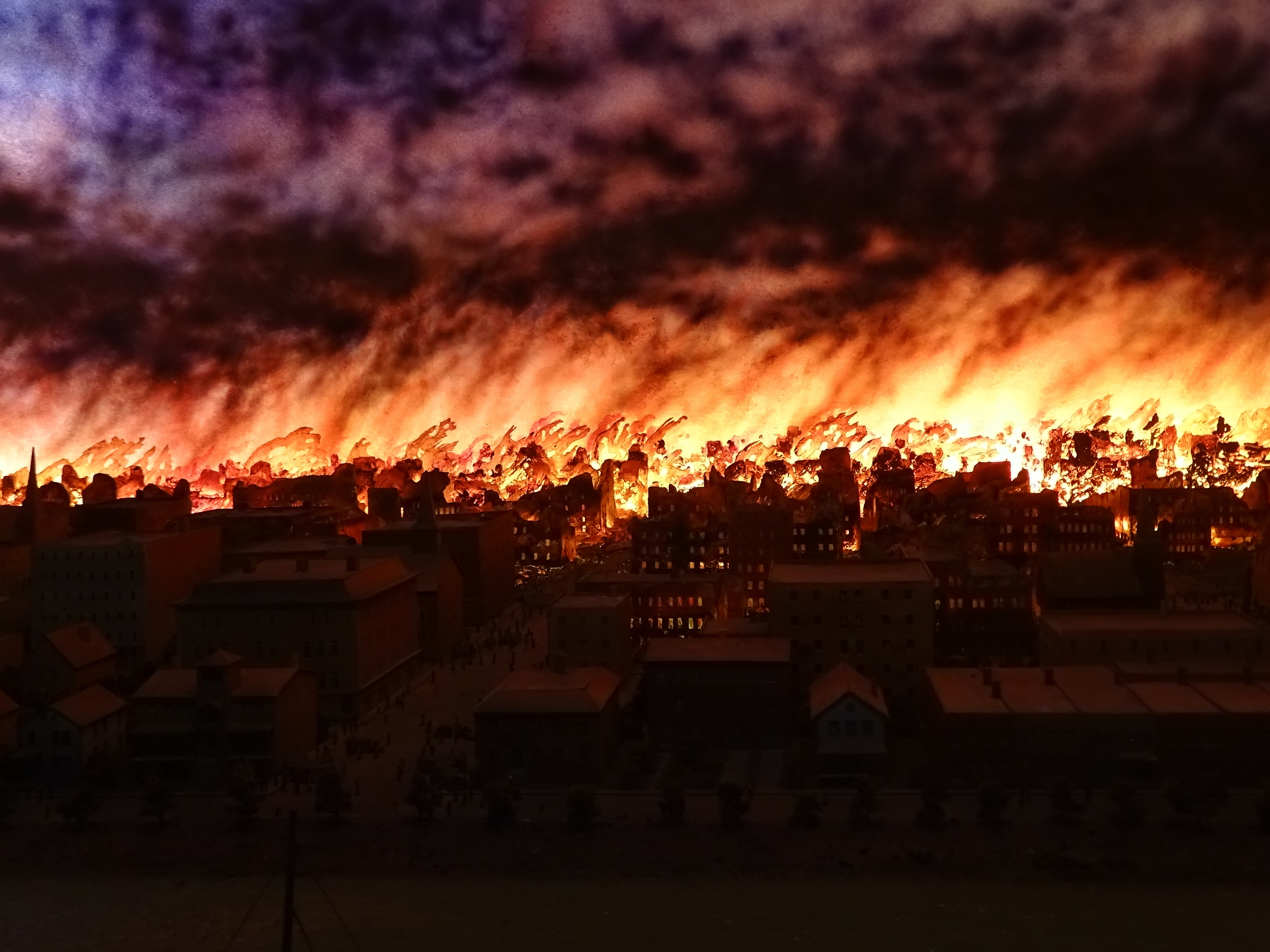
Diorama du Grand incendie de 1871 au musée d'histoire de Chicago.

En 1871, survint le Grand incendie de Chicago (Great Chicago Fire) qui fit 300 victimes, plus de 100 000 sans abri et détruisit dans leur totalité de nombreux quartiers de la ville (environ 17 500 bâtiments). La réponse initiale des pompiers fut rapide, mais en raison d'une erreur du gardien, Matthias Schaffer, les pompiers furent envoyés au mauvais endroit, permettant au feu attisé par la sécheresse et le vent, de se développer sans contrôle. Non seulement, les pompiers manquèrent de personnel, mais les équipements dont ils disposèrent furent vétustes et inadaptés à leurs besoins. Après trois longs jours, les pompiers arrivèrent à bout de l'incendie. À la suite de cette tragédie, le conseil municipal de Chicago et le maire Joseph Medill commencèrent à rédiger de nouvelles normes d'incendie. Ils promulguèrent une loi visant à modifier le code du bâtiment qui interdisa toute nouvelle construction en bois. Chicago développa rapidement l'une des principales forces de lutte contre les incendies du pays. Les maires de Chicago Roswell B. Mason (1869-1871) et Joseph Medill (1871-1873) modernisèrent le service d'incendie de Chicago et augmentèrent considérablement les moyens, le budget et les effectifs de ce dernier.
Le 14 juillet 1874, à peine trois ans après le Grand incendie qui ravagea la ville, un autre incendie éclata à Chicago et réduisit en cendres environ 19 ha (47 acres) juste au sud du Loop. L'événement fut connu comme étant le « Deuxième incendie de Chicago ». Il a détruisit 812 structures et 20 personnes perdirent la vie. Le feu eut pour point de départ une petite bicoque en bois occupée par un immigrant juif, Nathan Isaacson, située à proximité d'une raffinerie de pétrole, dans le centre du pâté d'immeubles délimité par Twelfth Street, Taylor Street, Clark Street et la 4th Avenue, une partie de la ville que le Chicago Tribune appelle « le quartier Cheyenne » (actuels quartiers de Printer's Row et South Loop).

### XXe siècle

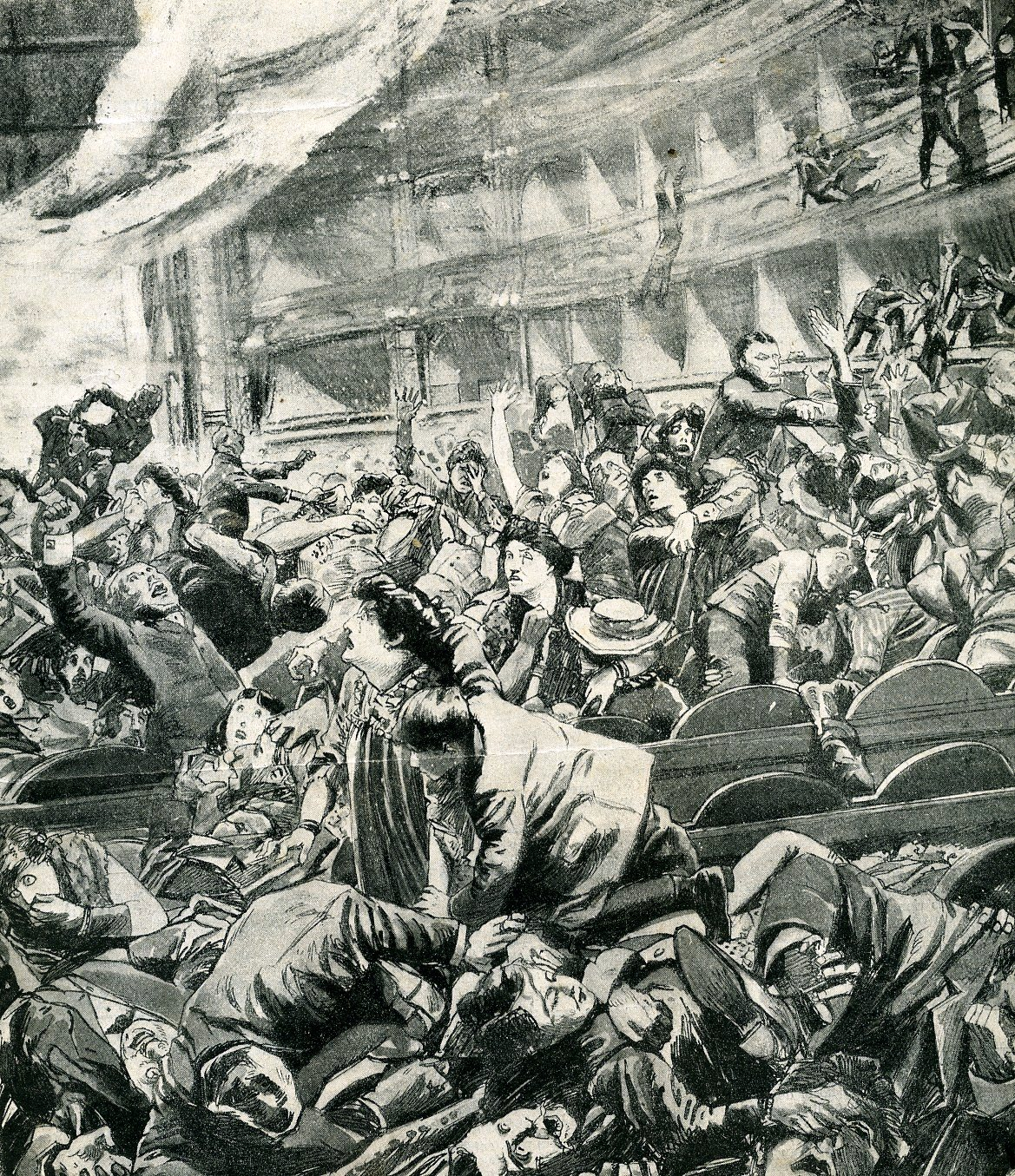
Illustration de la foule paniquée lors de l'incendie du Théâtre Iroquois qui a coûté la vie d'environ 602 personnes.

En décembre 1903, l'incendie du Théâtre Iroquois fit 602 morts et 250 blessés. L'Iroquois ne fut pas équipé d'alarme incendie ni de téléphone. La caserne n°13 du CFD fut alertée par un machiniste qui reçut l'ordre de courir du théâtre en feu vers la caserne la plus proche. Les victimes furent asphyxiées par le feu, la fumée et les gaz, ou écrasées à mort par la ruée d'autres clients terrifiés derrière elles. On estima que 575 personnes perdirent la vie le jour de l'incendie ; au moins trente autres succombèrent à leurs blessures au cours des semaines suivantes (le Grand incendie de 1871, par comparaison, tua environ 300 personnes et ravagea un tiers de la ville). 
À la fin des années 1920, la ville de Chicago acheta 28 Ford A pour ses chefs de bataillon. Les toits des voitures furent composés de goudron qui ne purent être peint et furent laissés noirs tandis que le reste de la carrosserie fut peint en rouge. Cette combinaison de couleurs prévalut jusqu'à nos jours. Le logo CFD entrelacé fut adopté à cette époque. Dans les années 1930 et 1940, sous l'administration du maire de Chicago Edward Joseph Kelly (en poste durant la période 1933-1947), le CFD subit une profonde réorganisation structurelle et une augmentation matérielle et budgétaire.
La première moitié des années 1940 fut marquée par plusieurs événements tragiques pour le département avec la perte de treize pompiers. En 1940, cinq pompiers furent tués dans une explosion à l'entreprise Henderson & Kimball, et en 1943, huit pompiers périrent dans l'effondrement d'un bâtiment au 419 W. Superior St. à la suite d'un incendie. À la fin de la Seconde Guerre mondiale en août 1945, d'anciens pompiers (vétérans) et d'anciens combattants se tournèrent vers le département, espérant y trouver un travail. Le plus souvent, ces vétérans cherchèrent la sécurité de l'emploi.

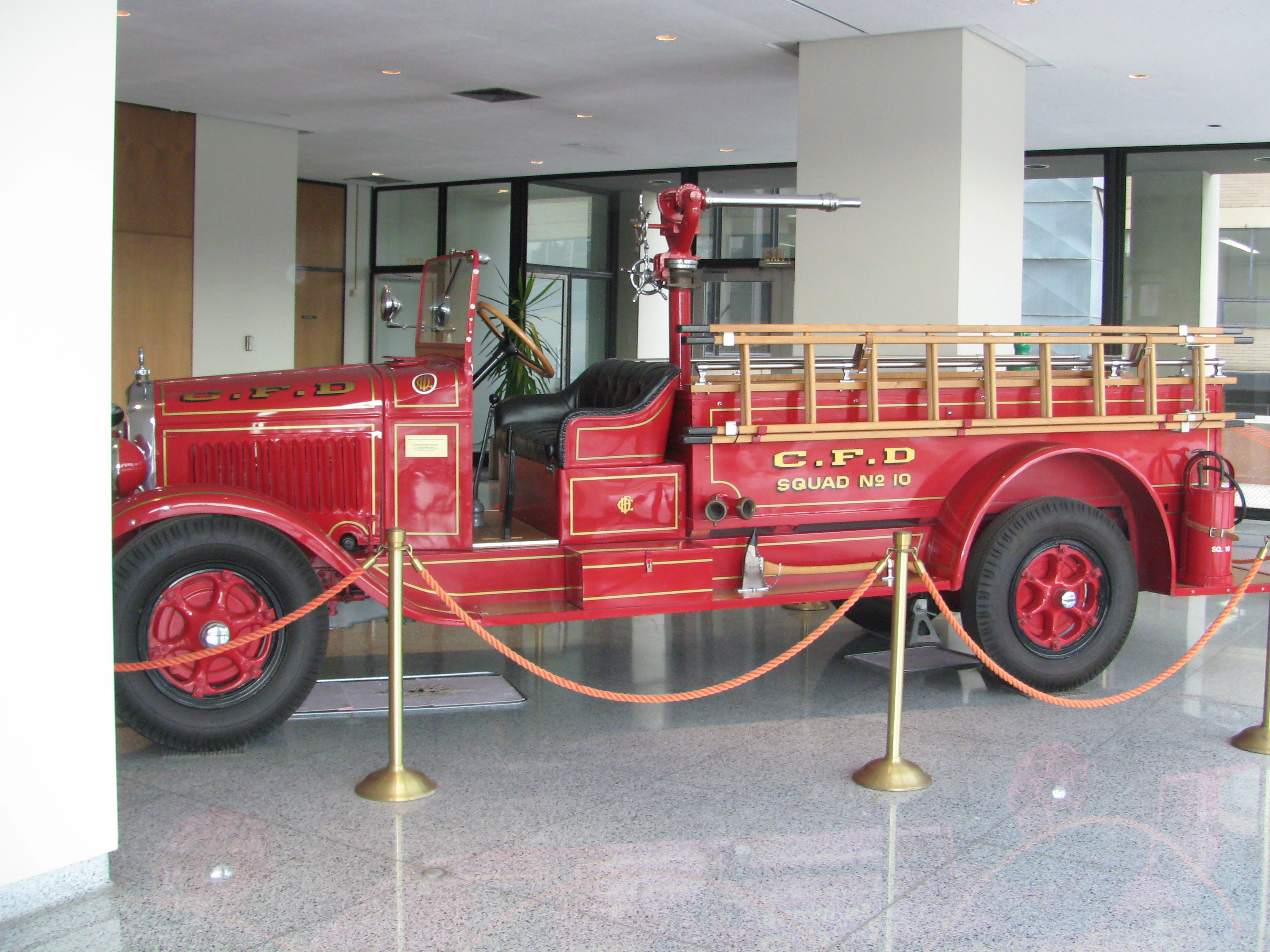
Camion du CFD fabriqué dans les années 1920 par la White Motor Company. Il serva la compagnie 10 jusqu'au milieu des années 1930.

En 1956, les restes de la maison de la famille O'Leary (d'où a démarré l'incendie de 1871) furent rasés pour la construction de l'académie des pompiers de Chicago (Chicago Fire Department Academy), un camp d'entraînement pour les pompiers. En 1961, une sculpture en bronze monumentale en forme de flammes s'entremêlant intitulée « Pillar of Fire » fut érigée au point d'origine du Grand incendie de Chicago (sur l'emplacement actuel de l’académie des pompiers de Chicago au 137 DeKoven Street).
Dans les années 1950 et 1960, de nouveaux types d'appareils de lutte contre les incendies et d'équipements modernes furent introduits au sein du département. Les camions de pompiers s'équipèrent de réservoirs pouvant contenir jusqu'à 500 gallons d'eau (environ 1 892 litres). Le CFD s'agrandit et se modernisa. Ainsi, de nouveaux bureaux, unités et services furent créés. L'Air Sea Rescue, la division aérienne et maritime du département, introduisit des hélicoptères et des bateaux plus modernes qui furent pris en main par des pompiers formés spécifiquement à la conduite de ces appareils. Les plongeurs de l'unité nautique furent également équipés de nouvelles technologies. Le Bureau d'enquête sur les incendies fut créé et le Bureau de prévention des incendies augmenta les inspections dans les bâtiments publics, les immeubles de bureaux et dans les établissements scolaires à travers la ville. 

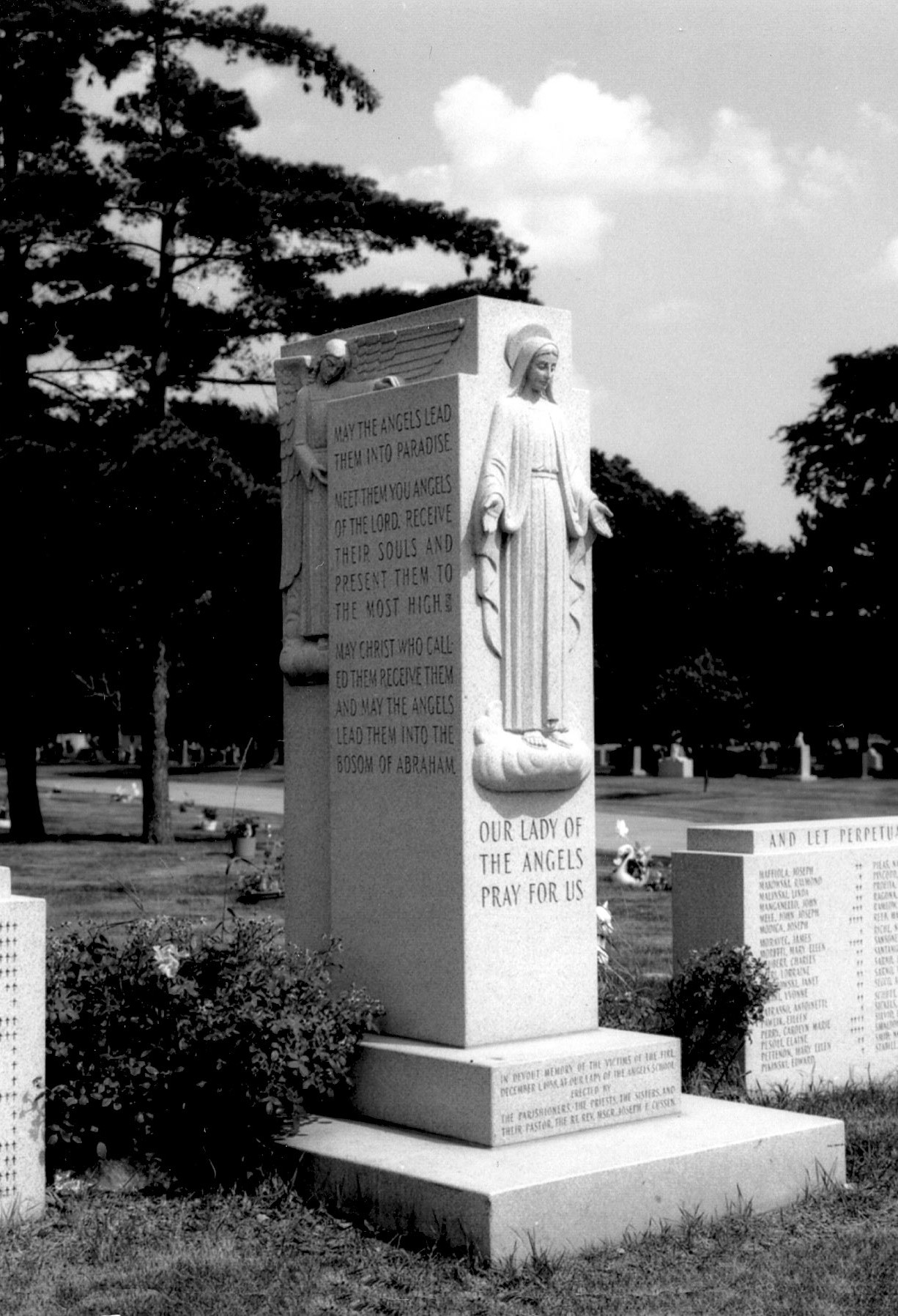
Monument au cimetière Queen of Heaven de Hillside en hommage aux victimes de l'incendie.

En décembre 1958, un incendie se déclara à l'école catholique de Notre-Dame des Anges (Our Lady of the Angels School Fire), dans le quartier de Humboldt Park. Les pompiers de la compagnie 85 intervinrent sur place peu après la première alerte. La compagnie 44 arriva en renfort. Il s'agit de l'un des incendies en milieu scolaire les plus meurtriers aux États-Unis. Au total, 95 personnes dont 92 élèves et trois religieuses perdirent la vie dans la tragédie. L'impact médiatique fut retentissant dans tout le pays et jusqu'en Europe. La catastrophe conduisit à des améliorations majeures dans les normes de conception des établissements scolaires et pour les codes de sécurité incendie à travers les États-Unis.
Le 14 janvier 1978, l'académie des pompiers de Chicago (Chicago Fire Department Academy) fut officiellement renommée « Robert J. Quinn Fire Academy ».
En 1990, le commissionnaire Raymond Orozco contribua à l'achat de 54 nouvelles ambulances, d'un camion en lien avec des matières dangereuses et de trois nouveaux fourgons de commandement. En 1991, 30 nouveaux buggys furent mis en service. Le 17 janvier 1992, 71 camions de lutte contre l'incendie furent mobilisés pour éteindre 37 incendies de structure causés par une fuite de gaz naturel dans le quartier de River North (dans le secteur de Near North Side). Il y eut quatre décès et cinq blessés. En 1992, 17 nouvelles pompes et 18 nouveaux buggys furent mis en service sous la direction de Orozco.

### XXIe siècle
Depuis le 22 janvier 2001, le Bureau de la lutte contre les incendies (Bureau of Fire Suppression) et le Bureau des secours et des services médicaux d'urgence (Bureau of Rescue and Emergency Medical Services) fusionnèrent pour former le Bureau des opérations (Bureau of Operations) tel que nous le connaissons aujourd'hui. Le but premier de cette fusion fut de renforcer le travail d'équipe entre ces deux unités de terrain et harmoniser leurs relations de travail.
Le 25 novembre 2002, le programme de l'équipe d'intervention rapide (Rapid Intervention Team ; RIT) fut institué. Ce programme fut conçu pour aider et/ou secourir les pompiers perdus, piégés dans des décombres ou blessés. L'équipe d'intervention rapide fut composée d'un chef d'équipe supplémentaire et d'une compagnie de camions supplémentaire. La principale mission de cette équipe est d'intervenir sur les lieux de travail des pompiers lorsque ces derniers sont en difficulté (effondrements de bâtiments, blessures graves, incidents inhabituels).

## Organisation
Le Chicago Fire Department est dirigé par un commissionnaire (Fire Commissioner) qui est actuellement Annette Nance Holt (nommée en 2021 par le maire de Chicago Lori Lightfoot). Le commissionnaire est responsable de la supervision opérationnelle et administrative quotidienne du deuxième plus grand service d'incendie du pays. Il/elle est assisté(e) par le premier adjoint au commissionnaire qui supervise les bureaux du département.
Il y a quatre bureaux sous le commandement d'un premier adjoint au commissionnaire :
- Bureau des opérations (Bureau of Operations) ;
- Bureau des services administratifs (Bureau of Administrative Services) ;
- Bureau de la logistique (Bureau of Logistics) ;
- Bureau de la prévention des incendies (Bureau of Fire Prevention).

Le département des ressources humaines de la ville de Chicago (City of Chicago Department of Human Ressources ; DHR) est responsable du recrutement des membres du CFD et organise périodiquement les examens d'entrée pour les pompiers/EMT (Emergency Medical Technicians) et les candidatures pour les ambulanciers. Le département comprend 5 173 employés (2017).

### Commissionnaire
Le département est dirigé par le chef du Chicago Fire Department (officiellement « commissionnaire aux incendies » ; en anglais Fire Commissioner) qui est nommé par le maire de Chicago avec l'approbation du conseil municipal de Chicago. Il/elle est le pompier le plus haut gradé et est placé sous l'autorité directe du bureau du maire. Le commissionnaire supervise et contrôle le fonctionnement des quatre bureaux du département, chacun commandé par un premier adjoint au commissionnaire, et de plusieurs unités, qui sont commandées par des assistants adjoints au commissionnaire.
En plus de la gestion globale du département, le commissionnaire est responsable de fonctions essentielles telles que la planification et la mise en œuvre du bon fonctionnement et des stratégies adoptées pour le département, la facilitation et la coordination des services entre les différents bureaux et unités, l'application de la loi, ainsi que la liaison entre le département et les médias d'information. 
À l'origine, le chef du Chicago Fire Department était connu sous le nom d'ingénieur en chef. Ce poste a été créé par une ordonnance adoptée par le conseil d'administration de l'ancien village de Chicago en novembre 1835. En décembre de la même année, le conseil d'administration de Chicago a nommé son président Hirman Hugunin comme premier occupant de ce poste,. En 1837, lorsque Chicago a été constituée en ville, sa charte stipulait que le poste devait être élu chaque année par les électeurs de la ville. Si aucun candidat ne se présentait à l'élection et qu'il n'y avait donc pas de titulaire du poste, le Chicago Common Council (nom donné au conseil municipal de Chicago à l'époque) en nommait un. Ce poste supervisait à l'origine un service de pompiers volontaires jusqu'à la dissolution de ce dernier et la création d'un Chicago Fire Department moderne à la suite d'une ordonnance de la ville le 2 août 1858.
En 1927, le titre d'ingénieur en chef a été remplacé par le nouveau titre de « commissionnaire aux incendies ».

### Bureau des opérations

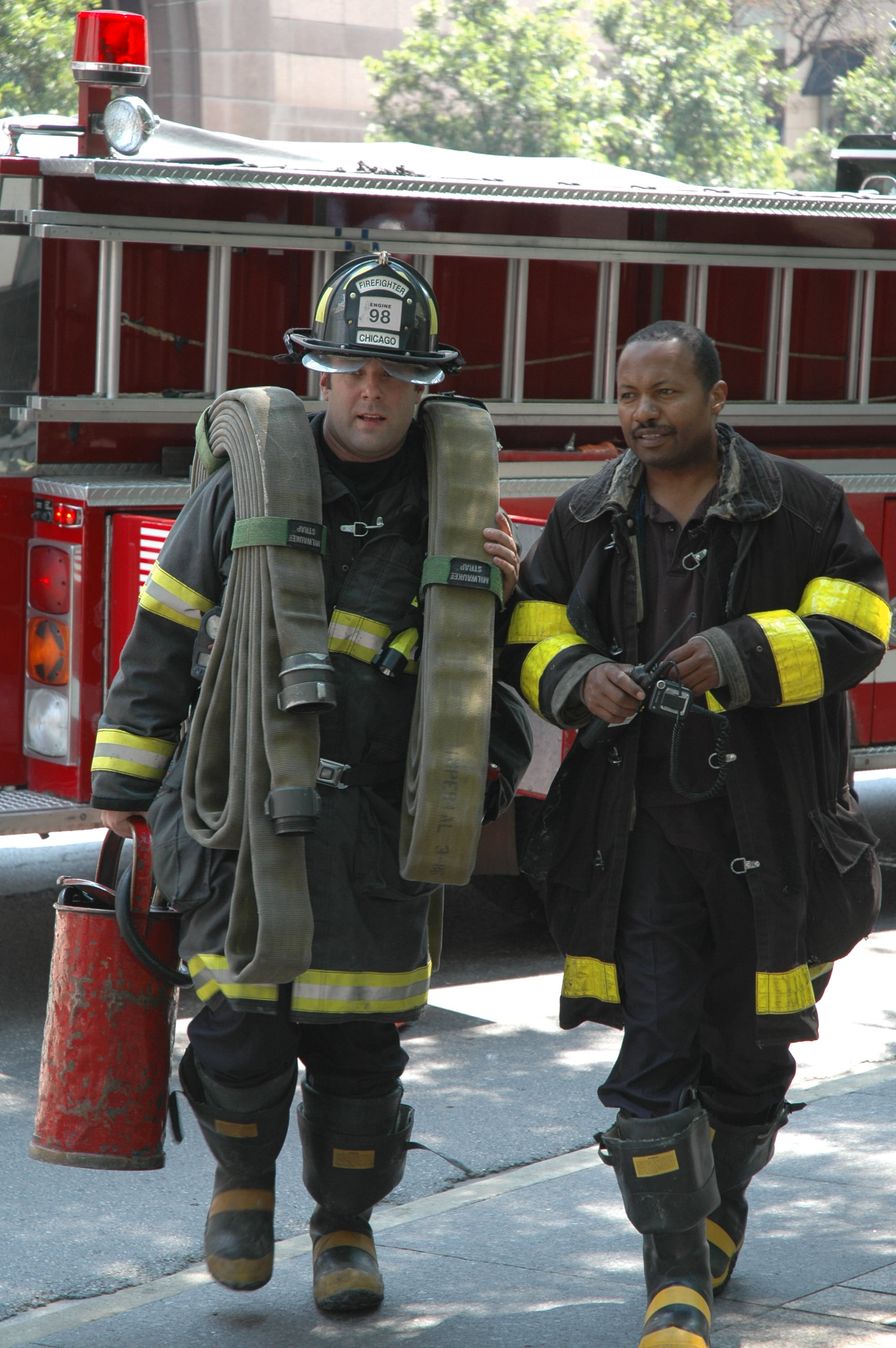
Pompiers du CFD, portant encore l'ancien équipement.

Le Bureau des opérations (Bureau of Operations) est le plus important des quatre bureaux du CFD, avec un effectif de plus de 4 500 pompiers professionnels (Firefighters) et paramédicaux en uniforme (Paramedics technicians), dont beaucoup ont reçu une formation polyvalente pour l'utilisation de près de 250 pièces d'équipement, appareils électroniques, machines et technologies, y compris des véhicules de pompiers, des camions, des ambulances, des hélicoptères et des équipements maritimes comme des bateaux.
Le Bureau reçoit plus de 500 000 appels par an pour une assistance d'urgence, et répond aux incendies, aux urgences médicales, aux incidents liés aux matières dangereuses et à d'autres situations d'urgence. La mission du Bureau des opérations est d'assurer la sécurité et le bien-être des résidents de la ville de Chicago (2,7 millions d'habitants) et des dizaines de milliers de visiteurs, affairistes et touristes qui transitent quotidiennement par les aéroports internationaux de la ville. Le Bureau est commandé par un commissaire adjoint des pompiers.
Le Bureau des opérations est composé de quatre divisions : la division de la lutte contre les incendies et du sauvetage, la division des services médicaux d'urgence (EMS), la division des opérations spéciales, la division de la protection civile et des services aux sinistrés et la division du Bureau des enquêtes sur les incendies (OFI ; Office of Fire Investigation). Le Bureau des enquêtes est constitué d'enquêteurs et de spécialistes au sein du CFD qui déterminent si les incendies sont d'origines criminelle ou accidentelle, quelles en sont les causes (incendies accidentels, incendie d'origine électrique), quelles sont les méthodes et les types de produits inflammables utilisés au niveau du point de départ du feu (incendies volontaires), etc. Le Bureau des enquêtes travaille en collaboration avec le Chicago Police Department (CPD).

#### Lutte contre les incendies et sauvetage
La division de la lutte contre l'incendie et du sauvetage, est responsable du fonctionnement quotidien de toutes les compagnies de lutte contre les incendies dans les 97 casernes de pompiers dispersées dans la ville de Chicago. Lorsque ces compagnies n'interviennent pas sur des incendies, elles sont chargées d'effectuer des exercices d'entraînement quotidiens sur les diverses formes de lutte contre les incendies, d'inspecter les systèmes de lutte contre les incendies dans les écoles publiques et d'inspecter le bon fonctionnement et l'état des bornes à incendie dans leurs districts. La division supervise les 97 casernes réparties à travers 25 bataillons et 5 régions géographiques sur tout le territoire de la ville de Chicago.

#### Services médicaux d'urgence (EMS)

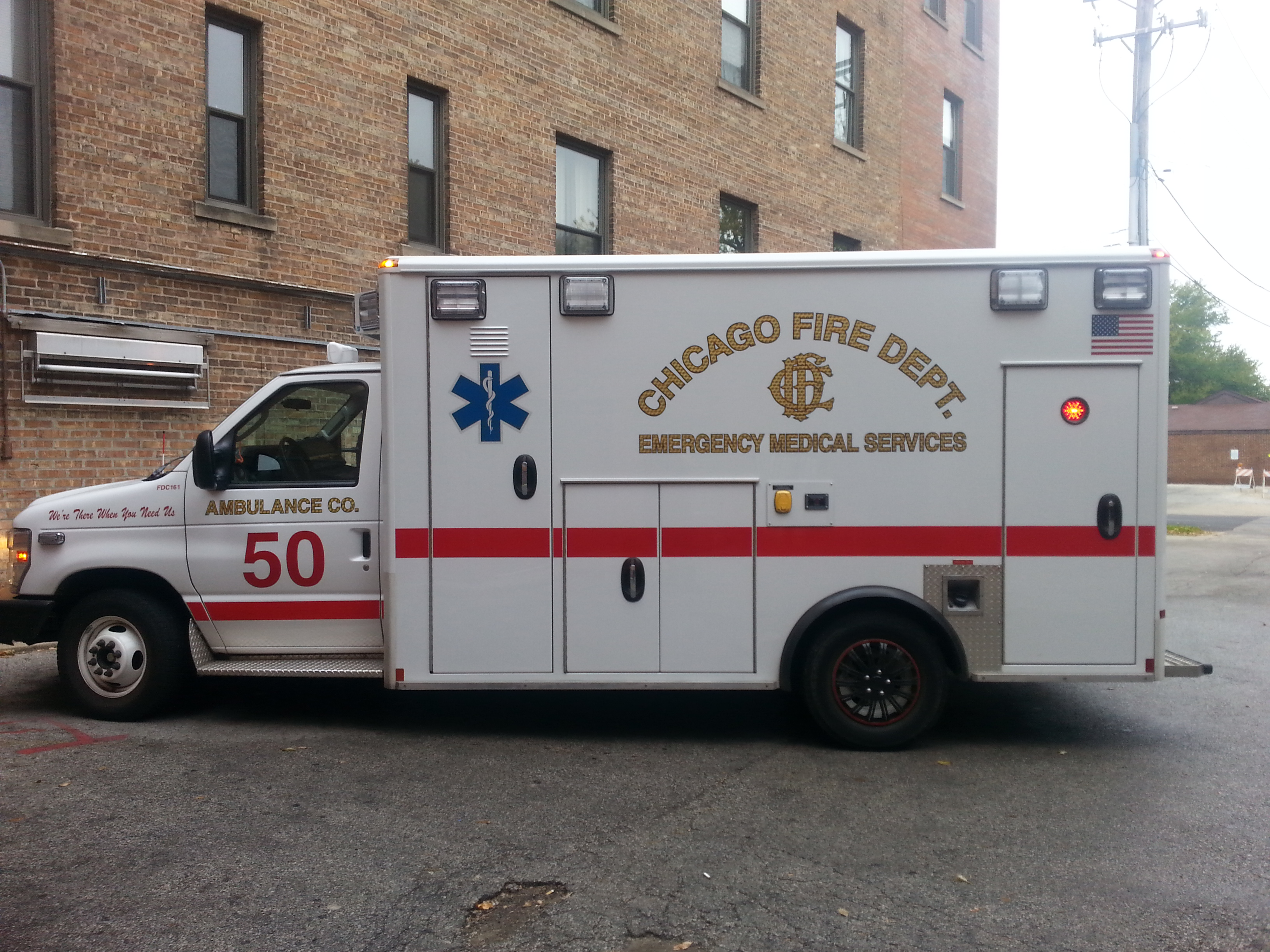
Ambulance des services médicaux d'urgence (EMS) du Chicago Fire Department.

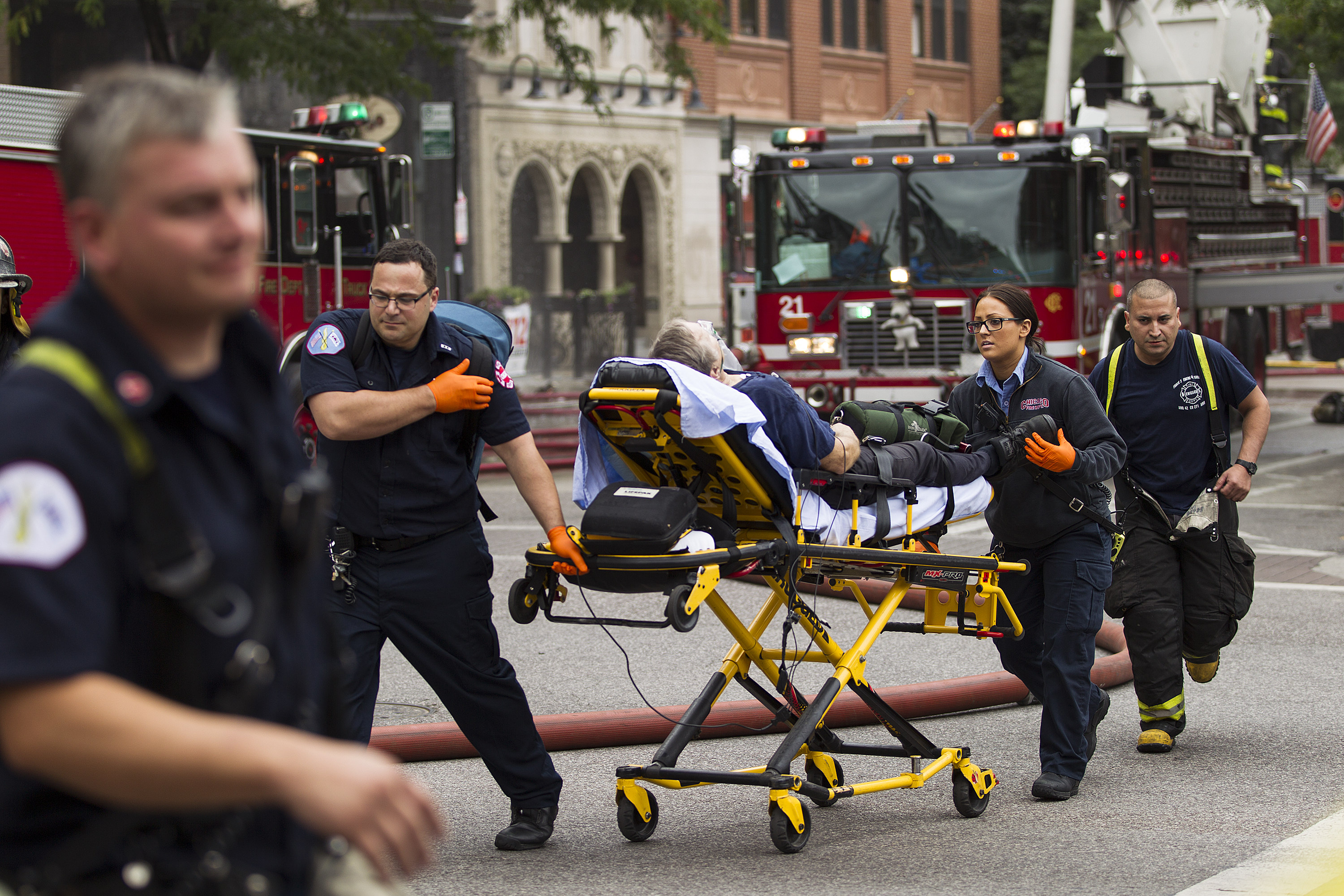
Urgentistes du CFD en intervention.

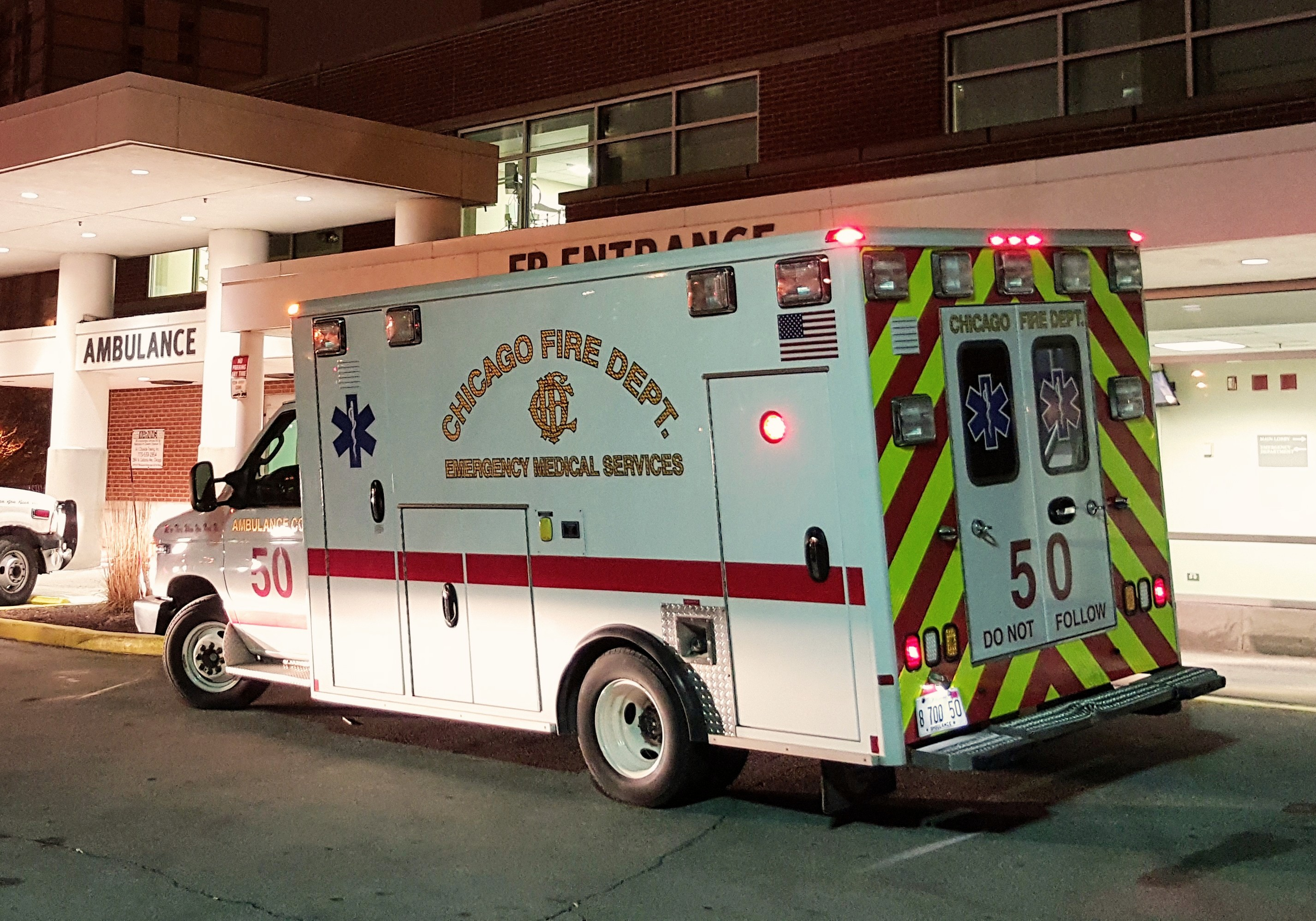
L'ambulance 50 devant le service des urgences d'un hôpital de Chicago.

L'objectif de la division des services médicaux d'urgence (EMS ; Emergency Medical Services) est de s'assurer que les citoyens reçoivent des soins d'urgence pré-hospitaliers de la part des ambulanciers et des techniciens médicaux d'urgence compétents et bien informés. Le personnel de la division EMS, formé à la fois aux premiers secours de base (BLS ; Basic life support) et de soutien avancé (ALS ; Advanced life support), fournit des soins sur place, stabilise et transporte les personnes vers le service des urgences du centre médical le plus proche et le plus approprié. 
La division EMS dispose de 80 ambulances de soutien avancé. Leurs appareils sont équipés d'une pharmacie, de traitements médicamenteux et d'urgences, de fluides intraveineux et d'autres fournitures et équipements de première urgence, y compris un moniteur électrocardiaque portable et des défibrillateurs disponibles pour les personnes qui peuvent faire un arrêt cardiaque.
Toutes les ambulances sont équipées d'un matériel radio de télémétrie de pointe, qui permet aux intervenants médicaux d'urgence de transmettre par radio des informations importantes depuis le lieu de l'incident, directement à un hôpital voisin, où les médecins peuvent examiner l'état du patient et fournir des instructions médicales et d'autres informations supplémentaires.

### Bureau des services administratifs
Le Bureau des services administratifs (Bureau of Administrative Services) commande les divisions suivantes : le personnel, la formation, l'unité photo et le programme d'aide aux employés. Les services administratifs sont commandés par un commissaire adjoint des incendies.
La division du personnel est chargée de l'administration quotidienne des règles et règlements du personnel de la ville, y compris la supervision de toutes les activités de recrutement, de démission et de licenciement du département, l'administration du processus de promotion, d'affectation et de transfert du département, et la gestion des examens de promotion et d'entrée. En plus de la tenue des dossiers des employés, la division du personnel gère la section médicale qui surveille la santé et la condition physique de tous les membres en uniforme du département. 
La division de la formation est l'un des outils les plus importants pour s'assurer que chaque membre du CFD est  préparé à faire face à toute urgence. La division de la formation gère et dispense des cours à deux endroits : l'Académie des pompiers de Chicago (Chicago Fire Department Academy, officiellement Robert J. Quinn Fire Academy), un camp d’entraînement pour les pompiers de la ville et l'Académie des pompiers du Sud (Fire Academy South). Les responsabilités de la division de la formation comprennent la formation initiale de tous les pompiers et paramédicaux en probation, ainsi que la formation continue requise pour tous les autres membres du CFD.

### Bureau de la logistique
Le Bureau de la logistique  (Bureau of Logistics) commande les divisions suivantes : Les services de soutien aux victimes, le soutien et la logistique (EMS), l'équipement et l'approvisionnement, la gestion des bâtiments et des biens, les archives liées aux opérations, aux interventions et à l'administratif, les relations avec les employés, les relations de travail, le personnel et les relations humaines, le Conseil des pensions, la conformité réglementaire et les systèmes d'information de gestion et de la technologie. Le Bureau de la logistique est commandé par un commissaire adjoint aux incendies.

### Bureau de la prévention des incendies
Le Bureau de prévention des incendies (Bureau of Fire Prevention) est une composante essentielle de l'effort du Chicago Fire Department pour protéger les citoyens et les biens de Chicago grâce à l'application des codes municipaux de prévention des incendies. Le Bureau de la prévention des incendies dispose de quatre bureaux régionaux : Nord, Sud, Ouest et Central. Ces bureaux procèdent à des inspections générales des entreprises, des écoles, des hôtels, des lieux de rassemblement publics et des immeubles de grande hauteur dans leurs limites géographiques. Les inspections sont effectuées sur une base annuelle afin de s'assurer que chaque entité respecte tous les codes d'incendie requis. Le Bureau est commandé par un commissaire adjoint aux incendies.
Parmi les nombreuses responsabilités du Bureau, on peut également citer l'éducation publique que les pompiers fournissent aux citoyens, de la maternelle à l'âge adulte, les inspections dans les écoles de la ville et l'éducation du personnel et des enfants aux exercices d'incendie comme l'évacuation des bâtiments, l'approbation des systèmes de protection contre les incendies dans les bâtiments, l'autorisation et l'examen des artificiers, et les formations à l'utilisation des extincteurs. Le Bureau fait aussi partie intégrante du plan de préparation aux situations d'urgence et aux catastrophes de la ville, désormais connu sous le nom de Bureau de management et de gestion des urgences (City of Chicago Office of Emergency Management), une branche du gouvernement de Chicago.

## Matériel

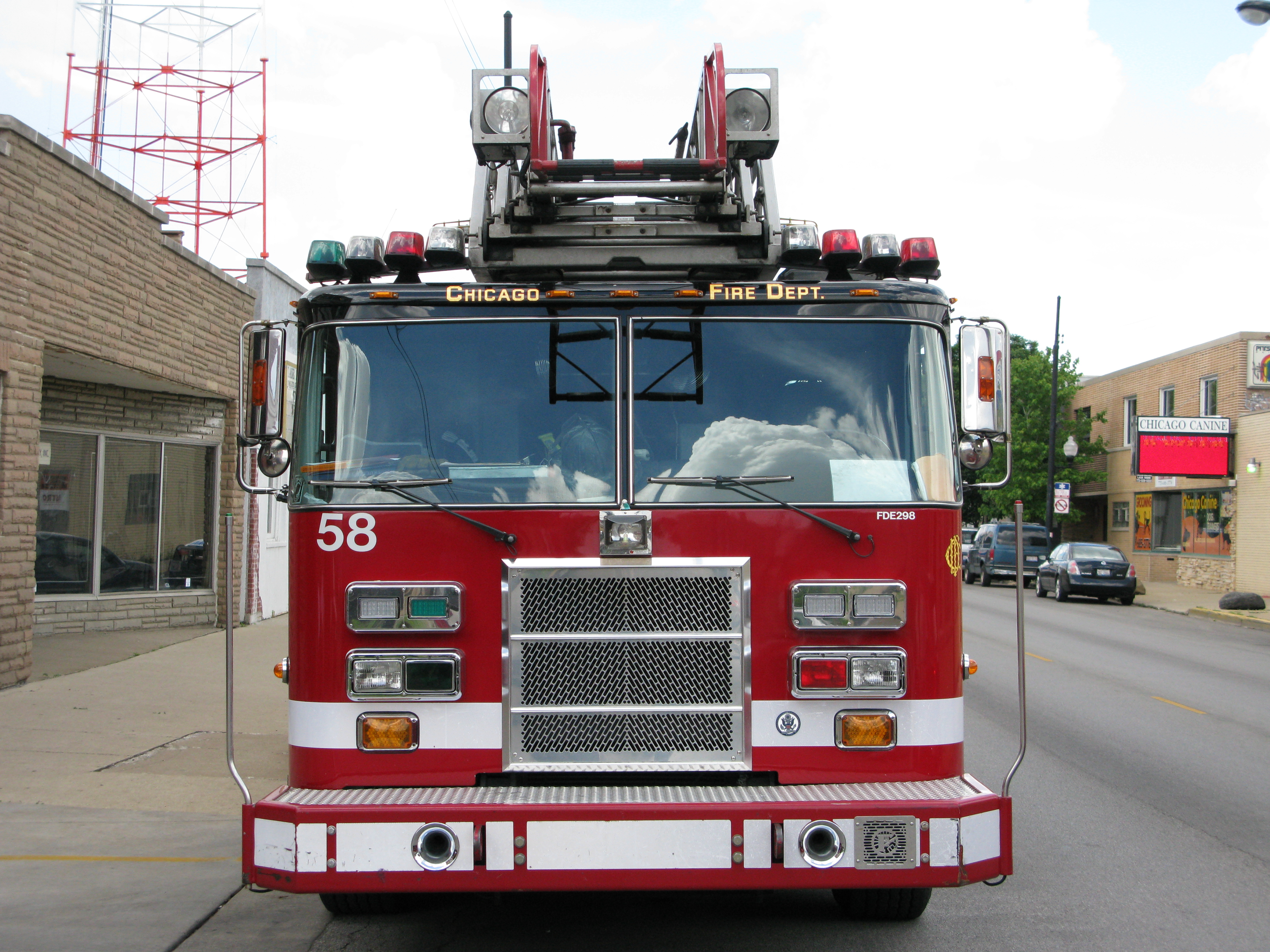
Grande échelle (Tower Ladder) de la compagnie 58 (Truck company 58). On aperçoit les gyrophares verts à gauche.

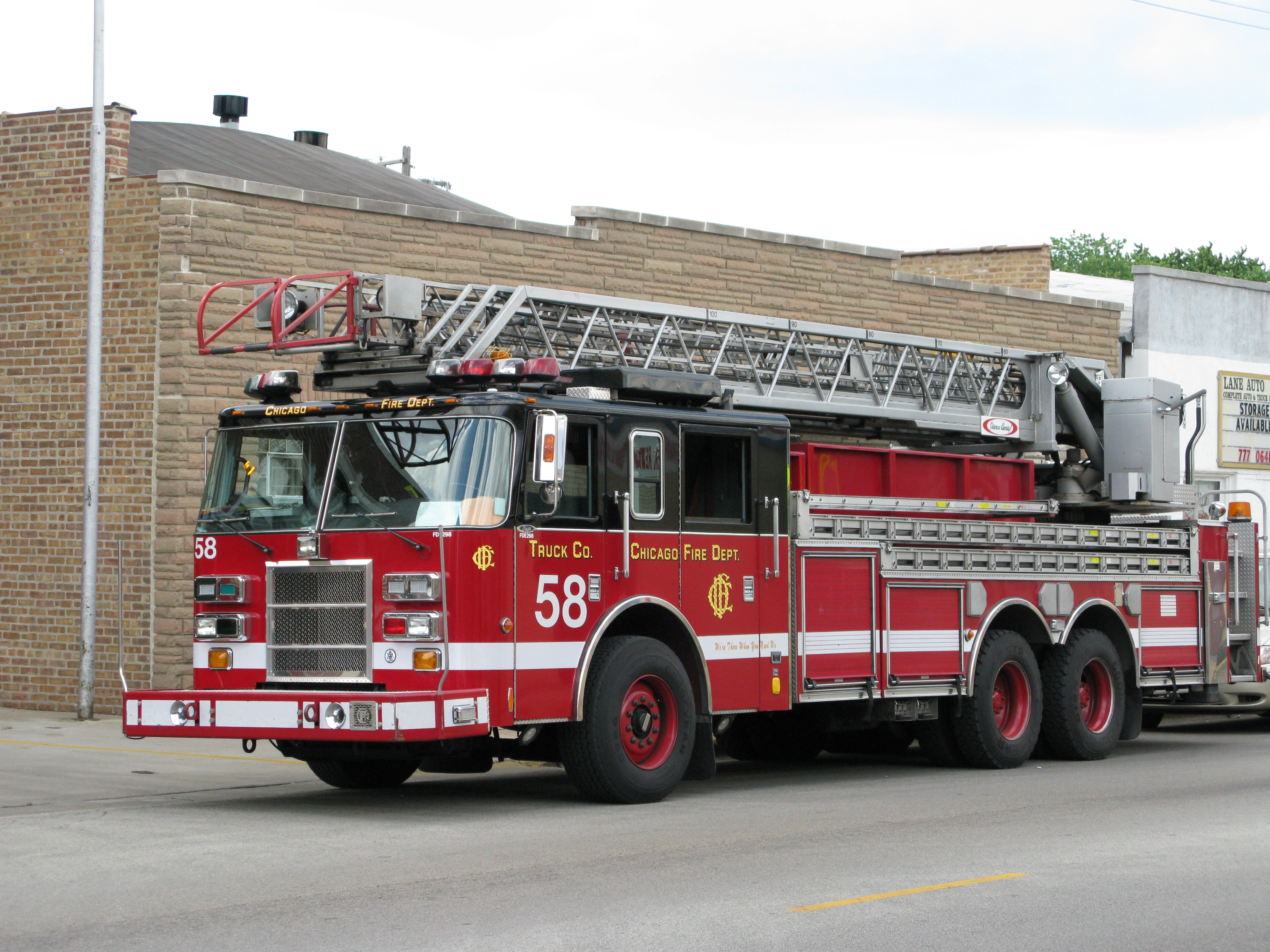
Grande échelle de la compagnie 58 (Truck Co. 58).

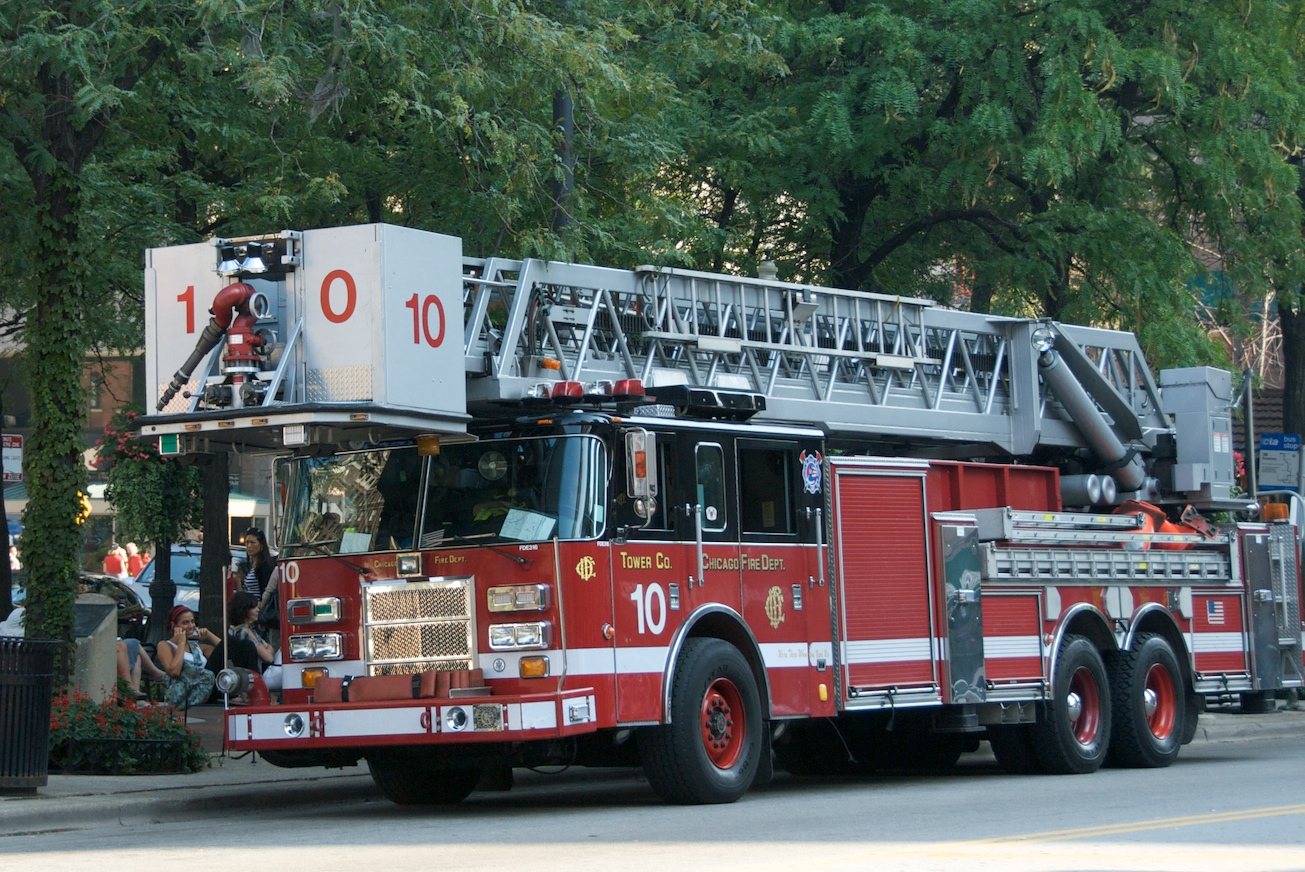
Un camion-échelle à nacelle de la compagnie 10 (Truck Co. 10).

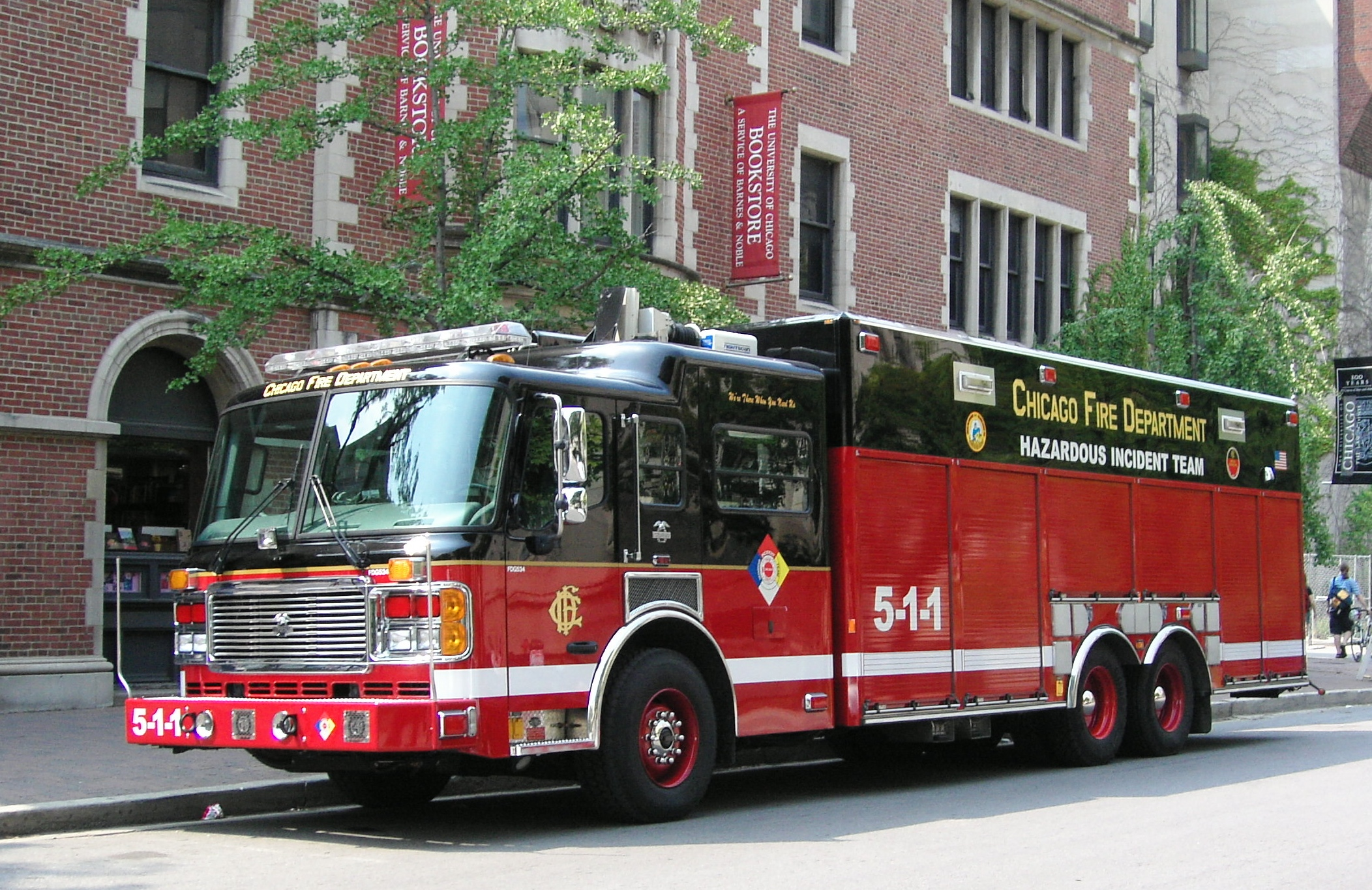
Un camion de l'équipe d'intervention en lien avec des matières dangereuses (Haz-Mat).

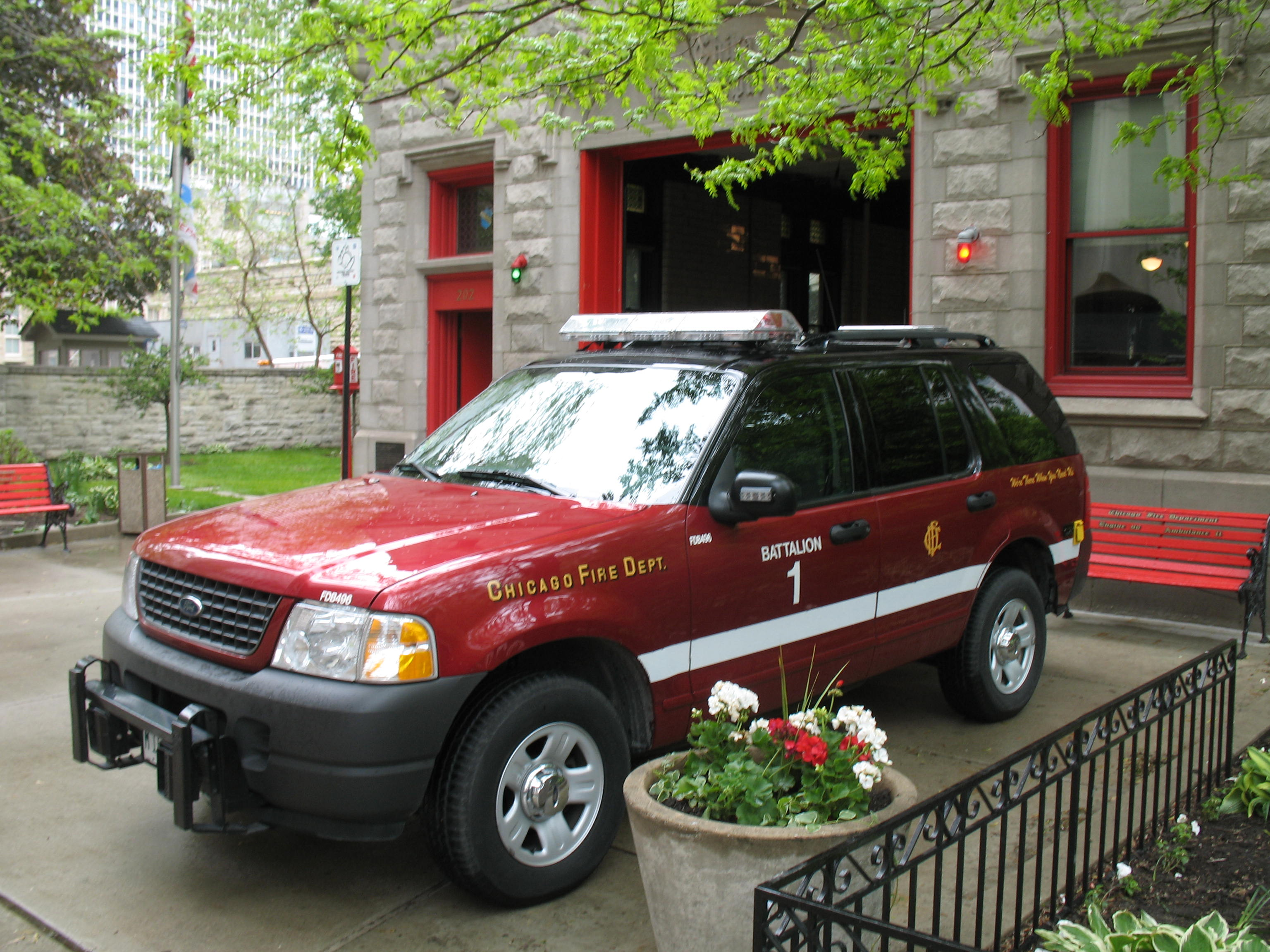
Véhicule d'assistance et de liaison.

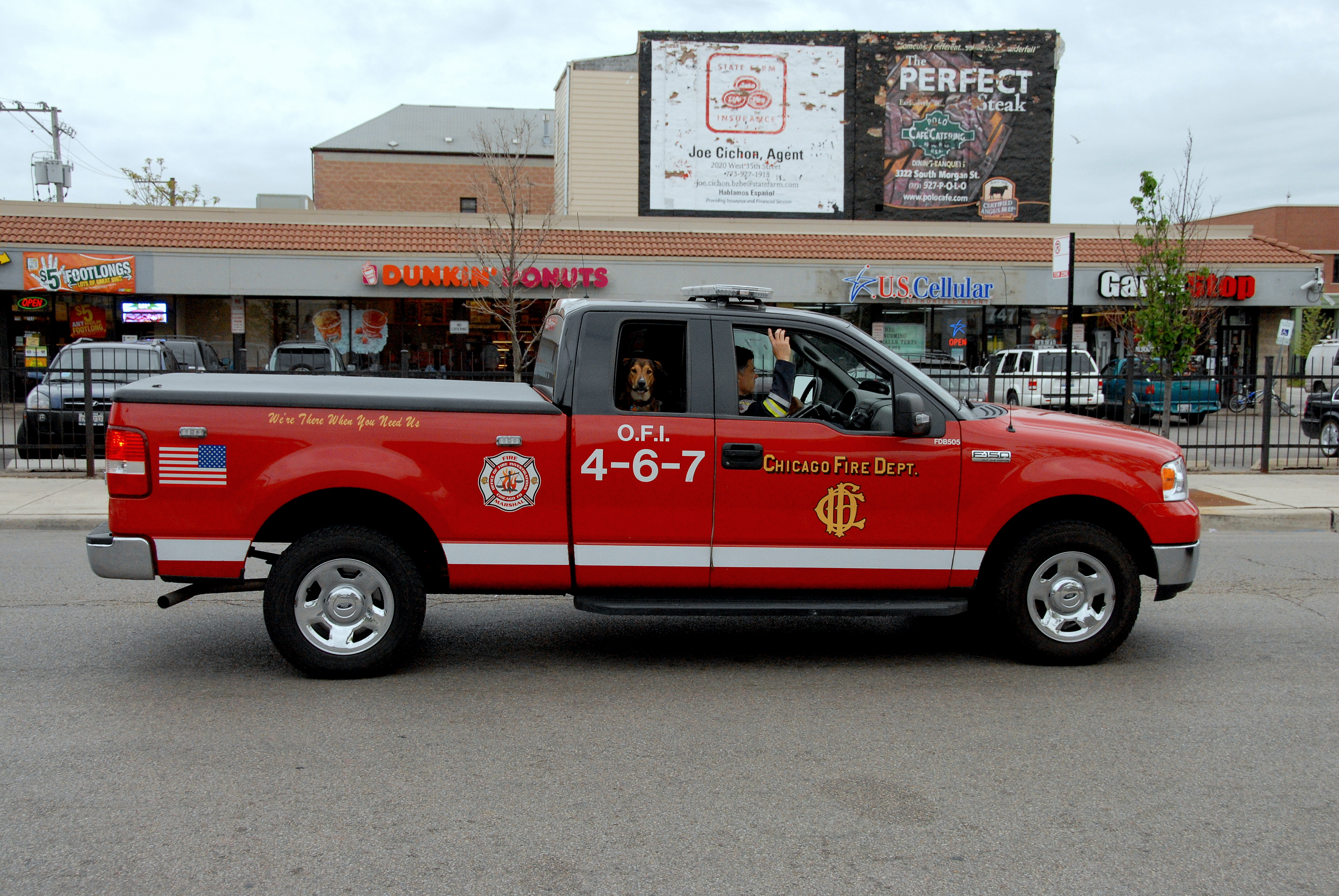
Véhicule de la division logistique.

### Tenue vestimentaire
À la fois outil de protection et d'identification, les tenues des pompiers de Chicago répondent à des critères techniques et réglementaires précis. Depuis décembre 2006, le personnel a commencé à abandonner le traditionnel ensemble bottes/long manteau de feu (visible sur l'image ci-dessus) pour adopter l'équipement de protection individuelle moderne, à savoir bottes, (sur-)pantalon, veste coupe-feu, gants, casque et appareil respiratoire isolant en circuit ouvert (ARICO). Les bouteilles d'air sont portées dans toutes les situations d'incendie en milieu clos ou semi-clos, ainsi que pour les feux d'extérieur générant beaucoup de fumée et dans les situations où l'on soupçonne une atmosphère toxique (comme les fuites de produits dangereux).

### Véhicules
Le Chicago Fire Department comprend dans sa flotte différents types de véhicules suivant les bureaux et les unités spécialisées du département. Le CFD est doté de fourgons d'incendie, de camions grande échelle (Tower Ladder), de camions grande échelle à nacelle, de camions-citernes grande capacité, de fourgons pompe-tonne, de camions en lien avec des matières dangereuses (Haz-Mat), de camions de l'unité des secours nautiques (SCUBA), de véhicules d'assistance et de liaison, de véhicules d'assistance respiratoire, d'ambulances d'aide médicale urgente (EMS), de véhicules poste de commandement, d'hélicoptères bombardier d'eau, d'hélicoptères liés aux services médicaux, de bateaux-pompes (fireboat), etc. Les deux types d'unités les plus courantes sont les compagnies d'engins pompes (Engines Companies) et les compagnies de camions échelles (Trucks Companies). Ces dernières, comptent aussi quelques compagnies de camions échelles à nacelles (Towers Companies).
Les compagnies d'escouades (Squads Companies) sont composées chacune de six pompiers qui se répartissent dans deux camions indissociables. Un des camions transporte des matériels de secours routiers, de sauvetages en hauteur, de plongée, de premières interventions Haz-Mat (Hazardous Materials) ; le second est équipé d'un bras élévateur articulé avec une nacelle et transporte des matériels de lutte contre l'incendie.
Les Squads Companies sont des unités de renfort et d'assistance pour les unités courantes ou pour d'interventions importantes. Il y en a quatre au CFD : Squad Company 1, Squad Company 2 et la Squad Company 5. La quatrième, la Squad Company 7 est basée à l'aéroport international O'Hare de Chicago.
Le Chicago Fire Department possède bien d'autres véhicules spécialisés et de commandement. On trouve les véhicules chefs de Bataillon (Batalions Chiefs) et de chefs de districts (Districts Chiefs). Des véhicules postes de Commandement, des véhicules pour les interventions Haz-Mat, de sauvetage nautique et de plongée (Scuba Team Dive Unit) de logistique et de réhabilitation des pompiers sur des interventions importantes. Des véhicules porteurs de lances canons lourds (Deluges Units) et de tuyaux (Hoses Units), de matériels de ventilation (Smoke Ejector), d'éclairage lourd (Lights Units), de mousse (Foam Units) sont également présentes.
Le CFD possède également deux hélicoptères et des bateaux rapides d'intervention (Fasts Boats) pour les canaux qui composent la rivière Chicago et le lac Michigan.
Le Chicago Fire Department est aussi chargé de la protection incendie et des secours des deux aéroports internationaux de Chicago : l'aéroport international O'Hare (O'Hare International Airport) et l'aéroport international Midway (Midway International Airport). Le CFD possède une flotte d'engins pompes, de camions échelles, de véhicules incendies et de secours aéroportuaires, d'ambulances, de véhicules de commandements.

#### Gyrophare vert
Une caractéristique unique du Chicago Fire Department est le gyrophare vert qui se trouve généralement à l'avant droit des véhicules, en plus de tous les gyrophares rouges et blancs que l'on trouve habituellement (voir la première image ci-contre, la cabine de camion vue de face).
Cette tradition remonte à 1927, lorsque Albert Goodrich est devenu commissionnaire aux incendies. Le commissionnaire Goodrich a apporté avec lui ses forts liens familiaux avec l'industrie des navires à vapeur. Aujourd'hui encore, un navire doit être équipé d'un feu rouge à bâbord (gauche) et d'un feu vert à tribord (droite). Ces feux d'avertissement permettent de passer en toute sécurité par mauvais temps et de franchir les brise-lames. Lorsque Albert Goodrich a pris ses fonctions à la tête du département, c'est l'une des premières choses dont il s'est chargé, à savoir d'équiper la majeure partie de la flotte motorisée du CFD d'un gyrophare vert.

### Bateaux-pompes
En tant que ville portuaire importante, Chicago exploite des bateaux-pompes (fireboat) spécialisés dans la lutte anti-incendie depuis 1877. Ces embarcations sont spécialisées, équipées de pompes et de buses, conçues pour lutter contre les incendies sur le littoral et à bord des navires. Les bateaux-pompes ont été conçus pour être rapides et solides, et pour fonctionner toute l'année sur le lac Michigan, la rivière Chicago et les ports environnants situés sur le littoral.
En 1986, le Chicago Tribune a présenté un historique des plus grands bateaux-pompes de Chicago, lorsque le CFD a fait passer le Victor L. Schlaeger de l'état actif à l'état de réserve. En 1908, la ville exploitait neuf bateaux-pompes. Cependant, à cette époque, la plupart des bateaux qui bordaient les rives du lac Michigan étaient encore en bois.
Le journaliste Josiah Seymour Currey, dans A Story of Chicago publiée en 1912, répertorie cinq bateaux-pompes en activité au début des années 1900.
En 1986, la ville avait introduit des bateaux-pompes plus petits et moins puissants, qui pouvaient contenir des équipages moins nombreux et ne nécessitaient pas de marins spécialement formés et certifiés pour les faire fonctionner. Lorsqu'il a été mis en service en 2010, le Christopher Wheatley était le premier bateau-pompe de taille moyenne de Chicago depuis soixante ans.
Depuis 2017, le département est doté d'un nouveau bateau-pompe, le Eugene Blackmon Jr.. Le CFD l'a baptisé en l'honneur au pompier Eugene Blackmon Jr., décédé lors d'une intervention en 1998.

## Chaîne de commandement
Ci-dessous se dresse la chaîne de commandement pour les deux principales divisions du Bureau des opérations du Chicago Fire Department : les services de lutte contre les incendies et les sauvetages, et les services médicaux d'urgence (EMS). Les employés de ces rangs peuvent aussi servir dans d'autres divisions et bureaux.
Géographiquement, le CFD est organisé en cinq régions (ou districts) qui divisent le territoire de la ville de Chicago. Au sein de ces régions, il y a 97 casernes qui appartiennent à l'un des 25 bataillons du CFD.

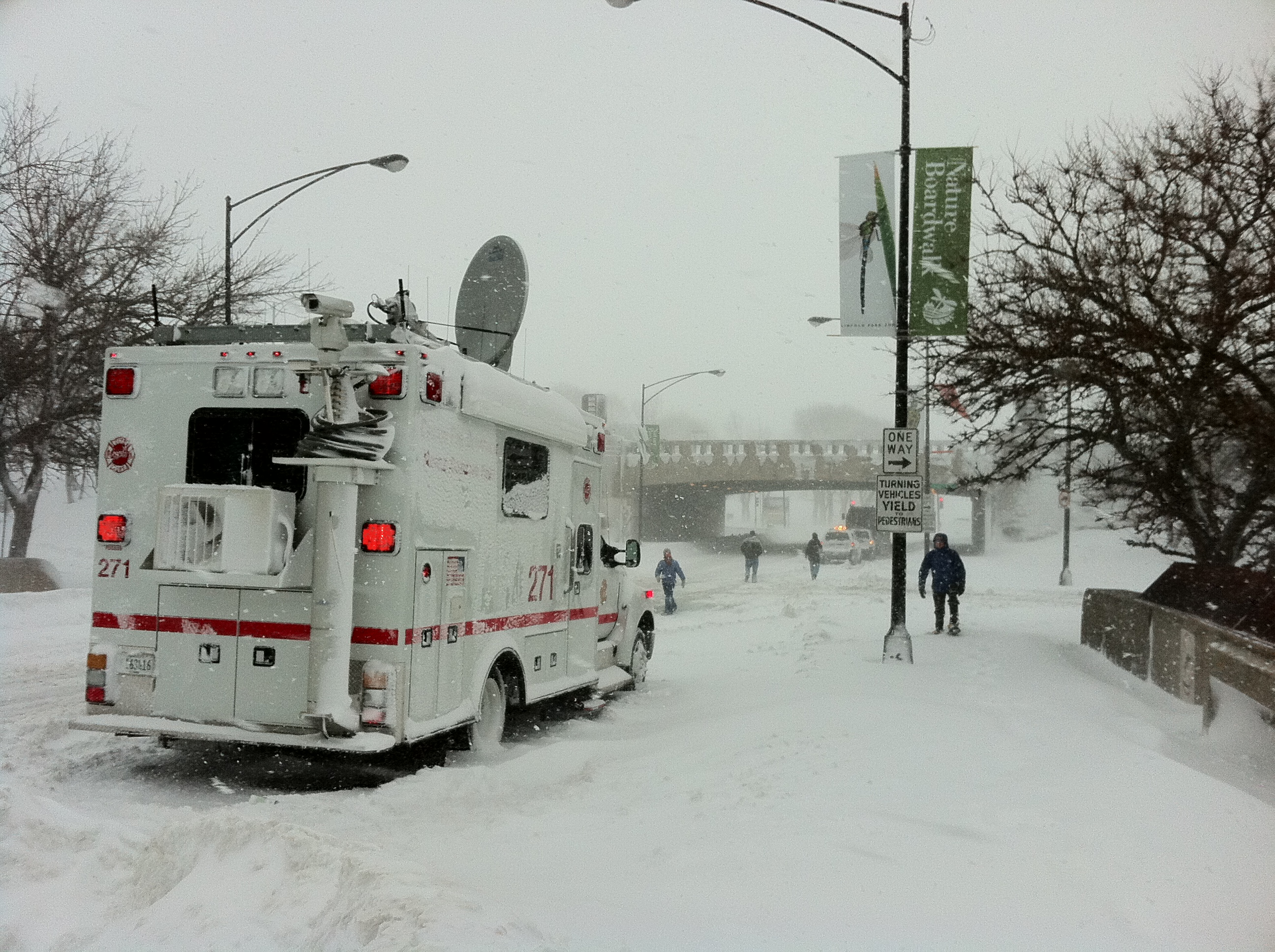
Un véhicule de commandement des services d'urgence sur Lake Shore Drive lors d'un blizzard.

### Lutte contre les incendies et sauvetage
- Pompier/ambulancier
- Pompier de 1re classe
- Chauffeur/machiniste
- Lieutenant
- Capitaine
- Chef de bataillon

Les postes suivants sont nommés par le commissionnaire :
- Adjoint chef de district
- Chef de district
- Adjoint assistant du commissionnaire
- Adjoint commissionnaire
- Premier Adjoint commissionnaire
- Commissionnaire (nommé par le maire)

### Services médicaux d'urgence (EMS)
- Ambulancier aux secours paramédicaux
- Secours paramédicaux
- Prise en charge et services paramédicaux
- Commandant des ambulances de secours et services paramédicaux
- Officier chef des services paramédicaux

Les postes suivants sont nommés par le commissionnaire :
- Chef des secours et services paramédicaux
- Député chef des secours et services paramédicaux
- Assistant au député chef des secours et services paramédicaux

## Interventions notables
Ci-dessous se dresse une liste des principales interventions qui jalonnent l'histoire des pompiers du CFD :

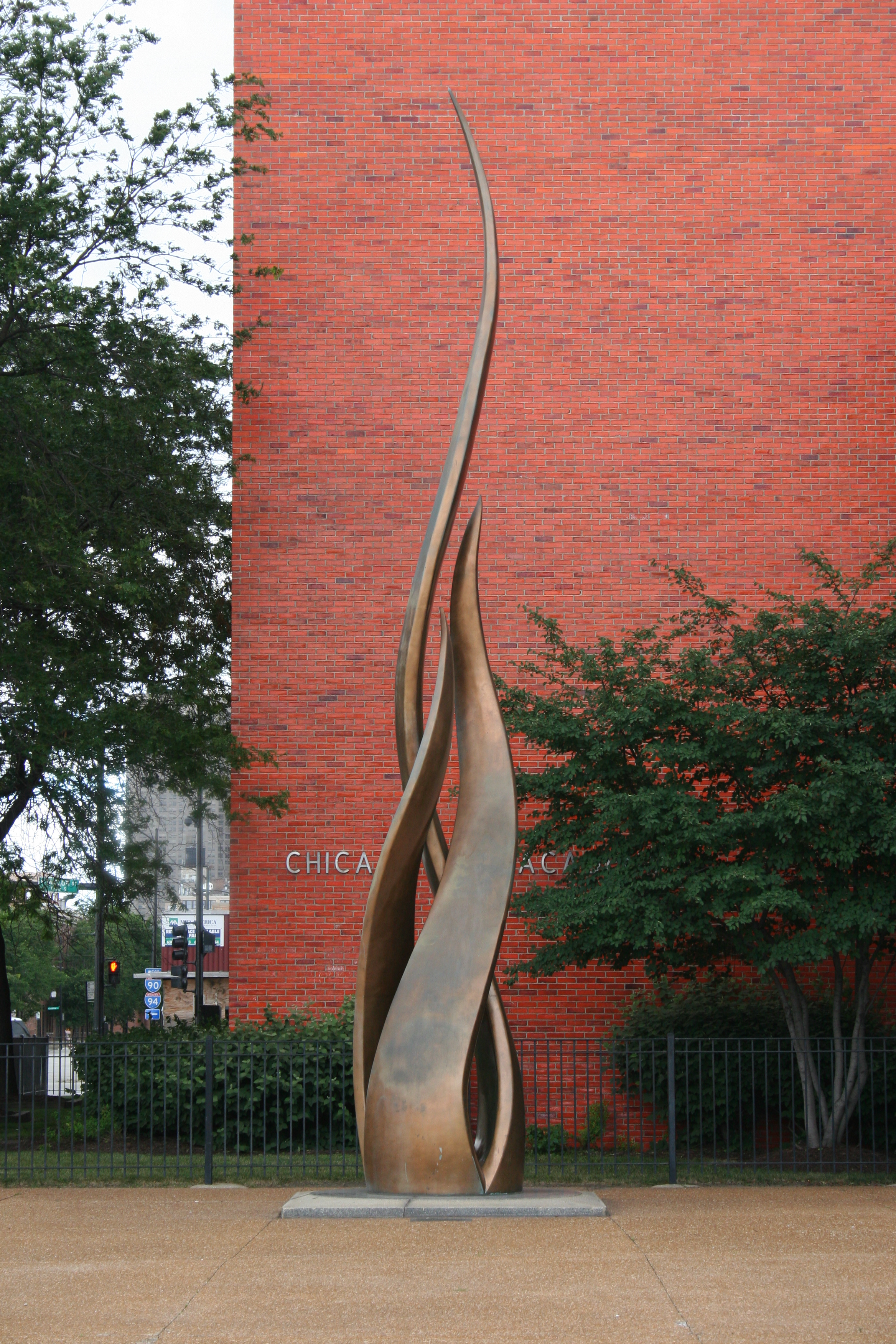
Le Pillar of Fire (« Pilier de feu »), une sculpture en bronze érigée en 1961 devant l'académie du CFD en commémoration du Grand incendie de 1871.

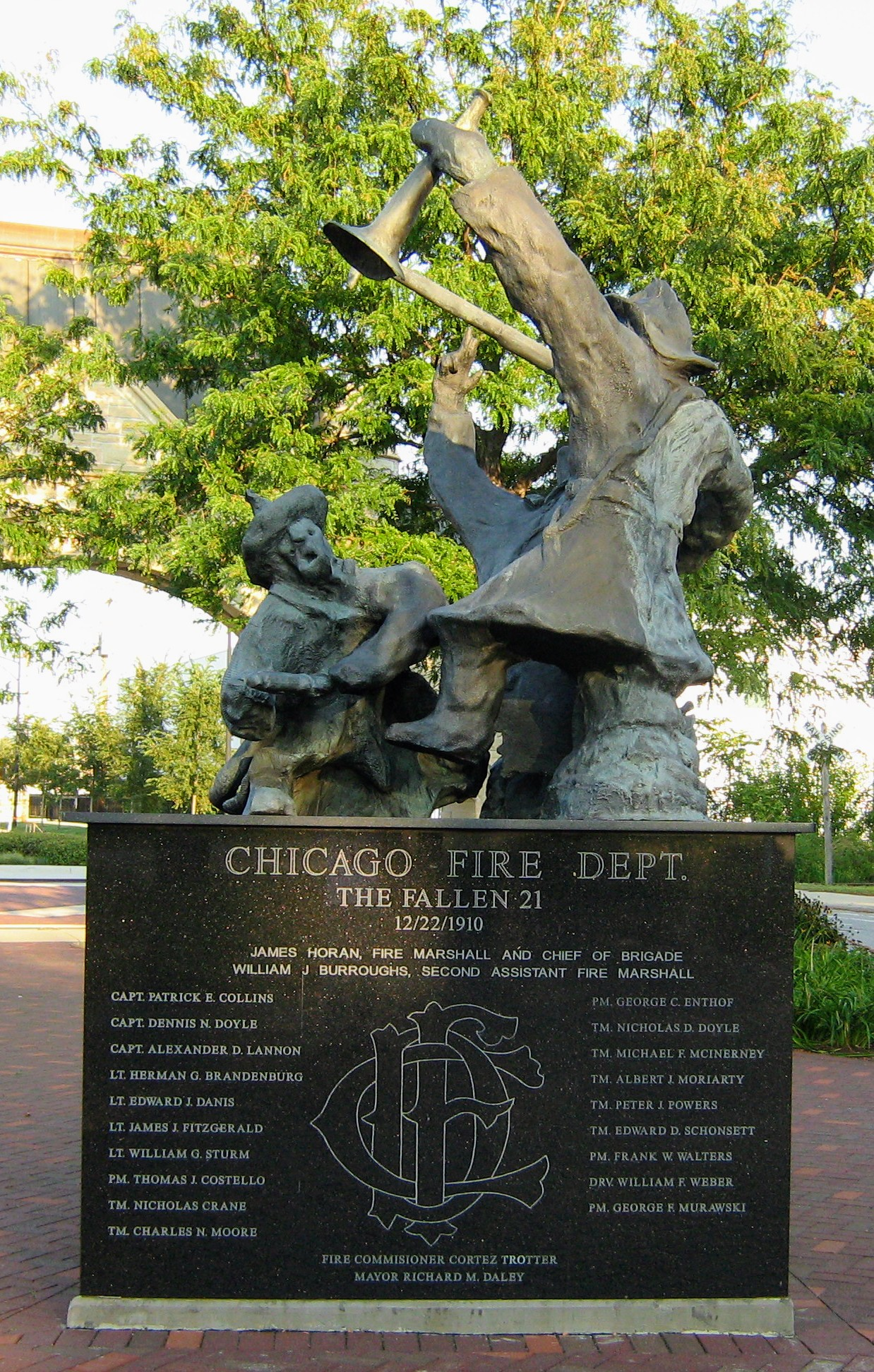
Mémorial en l'honneur des 21 pompiers morts le 22 décembre 1910 lors de l'incendie aux abattoirs des Union Stock Yards.

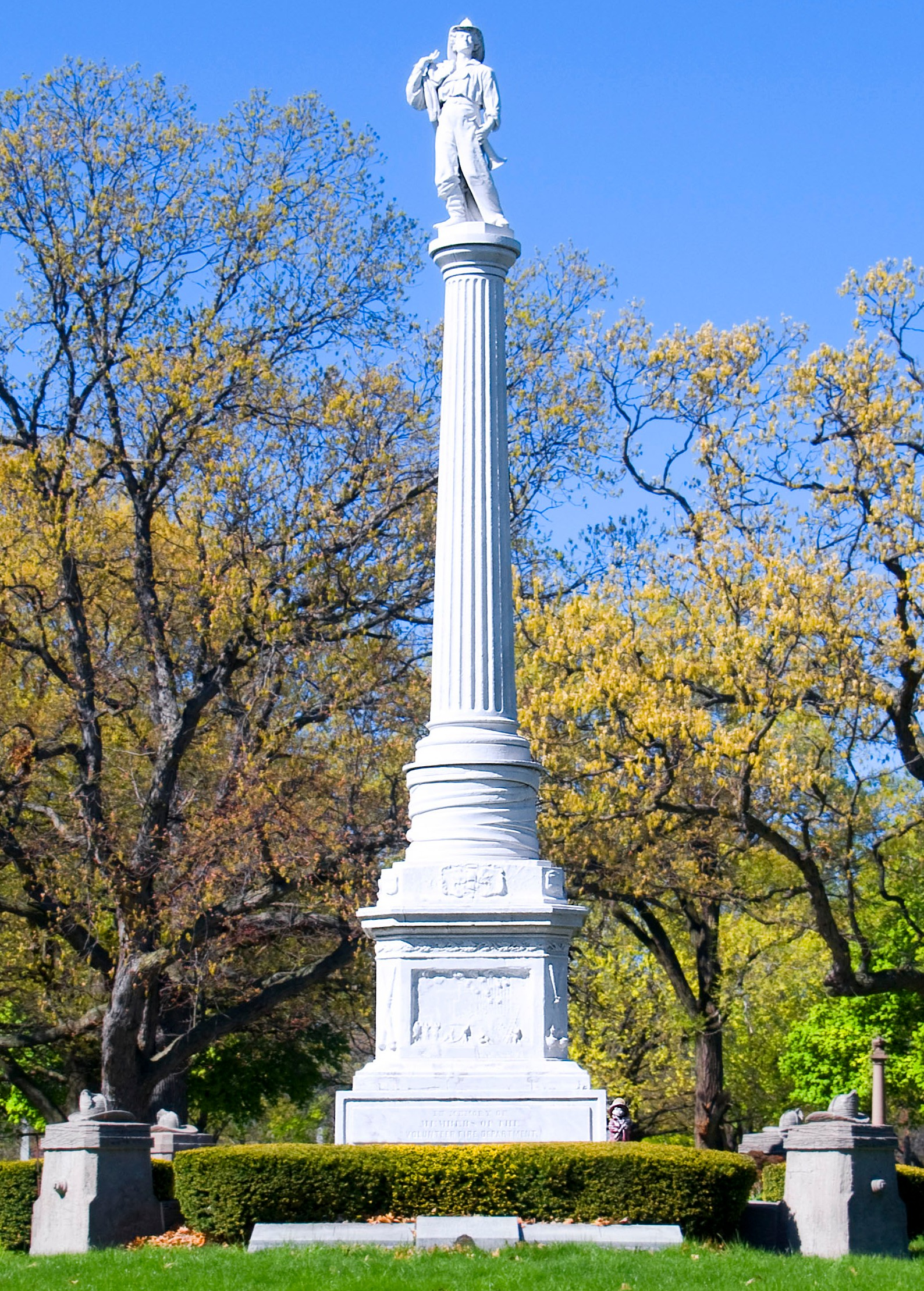
Mémorial érigé en 1864 dans le cimetière de Rosehill en l'honneur des pompiers volontaires de Chicago.

- 1834 : un incendie se déclenche à l'angle de Lake Street et LaSalle Street ; un individu transportant une pelle de braises de charbon chaudes, d'une maison à une autre, est responsable de l'incident.
- 1849 : un incendie détruit une importante partie du centre de la ville.
- 1871 : Grand incendie de Chicago ; le feu détruit une surface de 6 kilomètres (4 miles) par 1 kilomètre (3/4 miles), soit environ 9 km2 (2 000 acres) ; plus de 120 kilomètres de route, 190 kilomètres de trottoirs, 2 000 lampadaires et 17 500 bâtiments sont détruits ; 222 millions de dollars en valeur foncière soit un tiers de la valeur totale de la ville ; des 300 000 habitants de Chicago, environ 250 sont morts et 100 000 sont sans abris.
- 1874 : le 14 juillet, l'incendie de Chicago de 1874, surnommé le « Deuxième incendie de Chicago » (Second Chicago Fire), se déclenche dans le quartier de South Loop ; 20 personnes perdent la vie et 812 bâtiments sont réduits en cendres.
- 1903 : l'incendie du Théâtre Iroquois fait 602 morts et environ 250 blessés ; il s'agit de l'incendie, impliquant un seul bâtiment, le plus meurtrier des États-Unis.
- 1910 : le 22 décembre, un incendie incontrôlable se déclare dans l'un des grands abattoirs de la ville (Union Stock Yards). 21 pompiers perdent la vie dans la tragédie.
- 1915 : le 24 juillet, le navire de croisière à vapeur S.S. Eastland chavire avec 2 500 personnes à bord dans la rivière Chicago, alors qu'il était encore amarré au quai, 845 personnes perdent la vie dans ce naufrage[35],[36].
- 1943 : le 9 juillet, un incendie se déclare dans un bâtiment du 417-19 W. Superior dans le quartier de River North. Huit pompiers sont tués.
- 1950 : le 25 mai, un accident de tramway (le Green Hornet) à l'angle de la 63e Street et de State Street entraîne la mort de 33 personnes.
- 1958 : incendie de Notre-Dame des Anges ; le 1er décembre, un incendie se déclare dans une école catholique du secteur de Humboldt Park ; 95 personnes dont 92 élèves et trois religieuses perdent la vie dans la tragédie[37] ; il s'agit de l'incendie en milieu scolaire le plus meurtrier des États-Unis.
- 1967 : blizzard de 1967 ; les 26-27 janvier, une tempête de neige touche durement la ville et sa région ; les infrastructures routières et autoroutières sont paralysées, ce qui complique considérablement le travail et les interventions des pompiers ; 86 personnes perdent la vie (26 à Chicago ; 60 dans sa région).
- 1968 : explosion de l'usine de la Mickelberry Sausage Company ; l'explosion qui entraîne aussitôt un incendie tue neuf personnes[38].
- 1968 : émeutes de 1968 ; du 5 au 7 avril, des émeutes éclatent dans les quartiers ouest (West Side) et les quartiers sud (South Side) à la suite de l'assassinat de Martin Luther King Jr. ; 11 morts et plus de 500 blessés.
- 1972 : le 30 octobre, un train de banlieue de l'Illinois Central Railroad entre en collision avec un autre train au niveau de la 27th Street Station, une gare du secteur de Douglas ; 44 passagers sont morts.
- 1977 : le 4 février, le déraillement d'une rame du métro de Chicago sur l'Union Loop fait 11 morts et 180 blessés à des degrés divers[39],[40] ; certaines circonstances de l'accident restent inexpliquées ; le chauffeur de la rame fautive fut incriminé pour non-respect de plusieurs règles de sécurité[41].
- 1979 : blizzard de 1979 ; les 13-14 janvier, une tempête de neige majeure touche Chicago et sa région ; cinq personnes meurent pendant le blizzard, et une quinzaine d'autres ont été grièvement blessées en raison des conditions créées par la tempête ; un des cinq décès est survenu lorsqu'un conducteur de chasse-neige perda le contrôle, endommageant 34 voitures et tuant un homme[42].
- 1979 : le 25 mai, le vol American Airlines 191 à destination de Los Angeles s'écrase peu après son décollage de l'aéroport international O'Hare ; 273 personnes perdent la vie (ses 271 occupants et deux personnes au sol) ; c'est le plus grave accident aérien ayant eu lieu aux États-Unis avant les attentats du 11 septembre 2001[43],[44],[45].
- 1992 : inondation de Chicago (Chicago Flood) ; le 13 avril, une inondation se déclenche lorsque des équipes de maintenance ont endommagé la paroi d'un tunnel de service passant sous la rivière Chicago au niveau du Merchandise Mart ; l'eau de la rivière s'est écoulée dans les sous-sols de nombreux immeubles du secteur du Loop et dans le métro[46].
- 1995 : canicule de 1995 ; fin juillet, une vague de chaleur extrême s'abat sur Chicago avec des températures allant jusqu'à 45 °C (indice de chaleur de 64 °C) ; 739 personnes succombent à la chaleur[47].
- 1998 : le 11 février, un incendie se déclenche au 10611 South Western Ave. dans un concessionnaire automobile. Deux pompiers perdent la vie.
- 2003 : le 17 février, une alarme incendie se déclenche au 2347 South Michigan Avenue dans une discothèque (sans incendie, ni fumée) ; la panique de la foule conduit à la mort de 21 personnes et fait 65 blessés.

## Fondation
La Chicago Fire Department Foundation est une fondation qui travaille en collaboration avec le CFD et ses membres pour soutenir ses priorités comme de réduire le nombre de décès et de blessures chez les pompiers, les ambulanciers et les civils. La fondation collecte des dons pour soutenir les initiatives du CFD en matière d'éducation, de prévention des incendies, de formation et d'équipement en supplément des financements par les budgets de la ville. La fondation propose des aides financières aux pompiers, au personnel paramédical et à leurs familles en cas de besoin.

## Liste des casernes
Ci-dessous se dresse une liste des casernes du CFD (par numéro de caserne, avec adresse et quartier) :

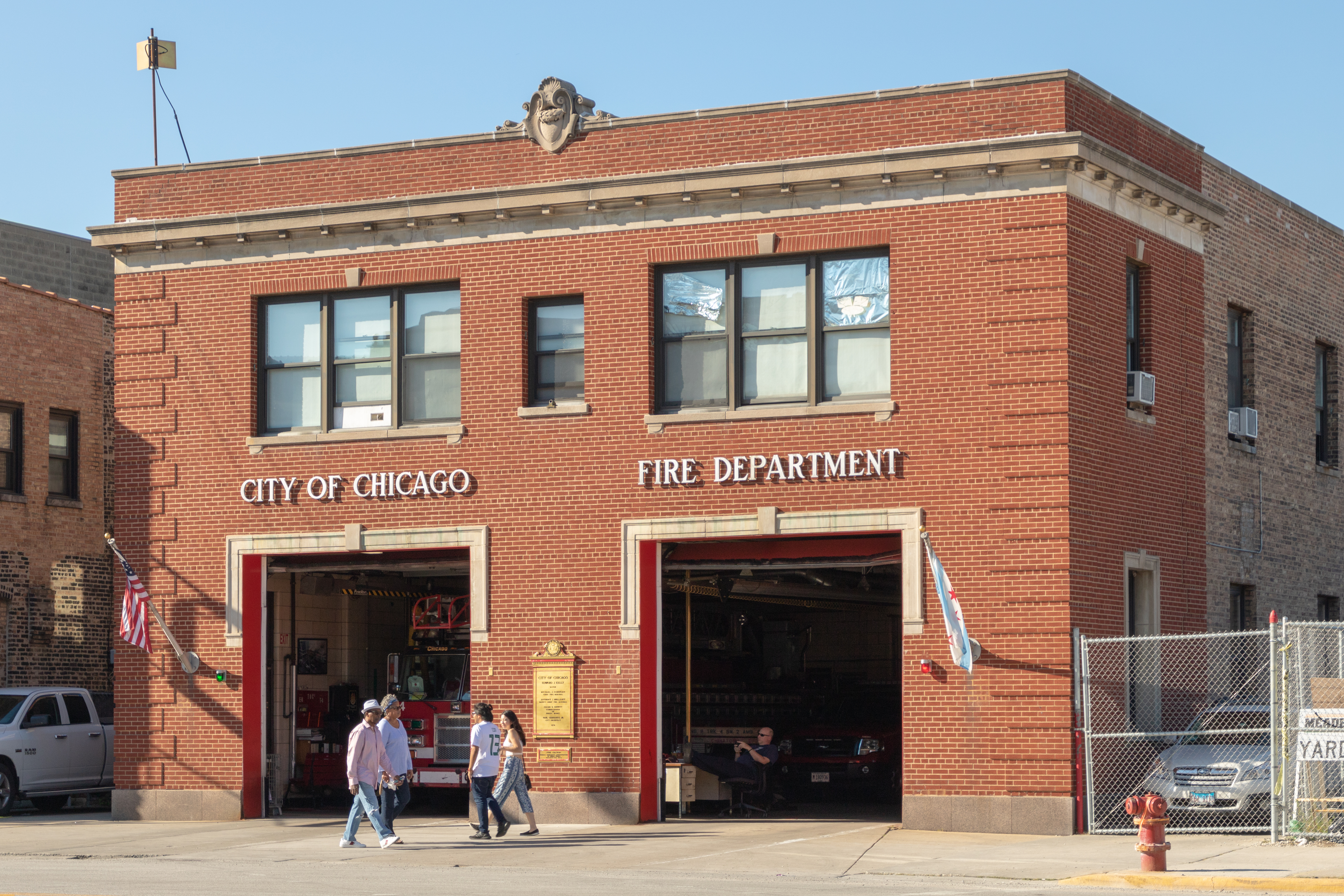
La caserne 8 de Cermak-Chinatown.

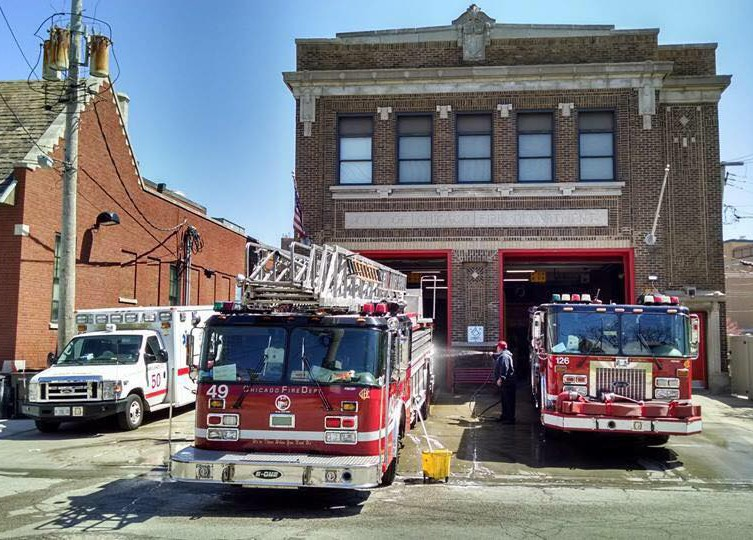
La caserne 126 de South Shore.

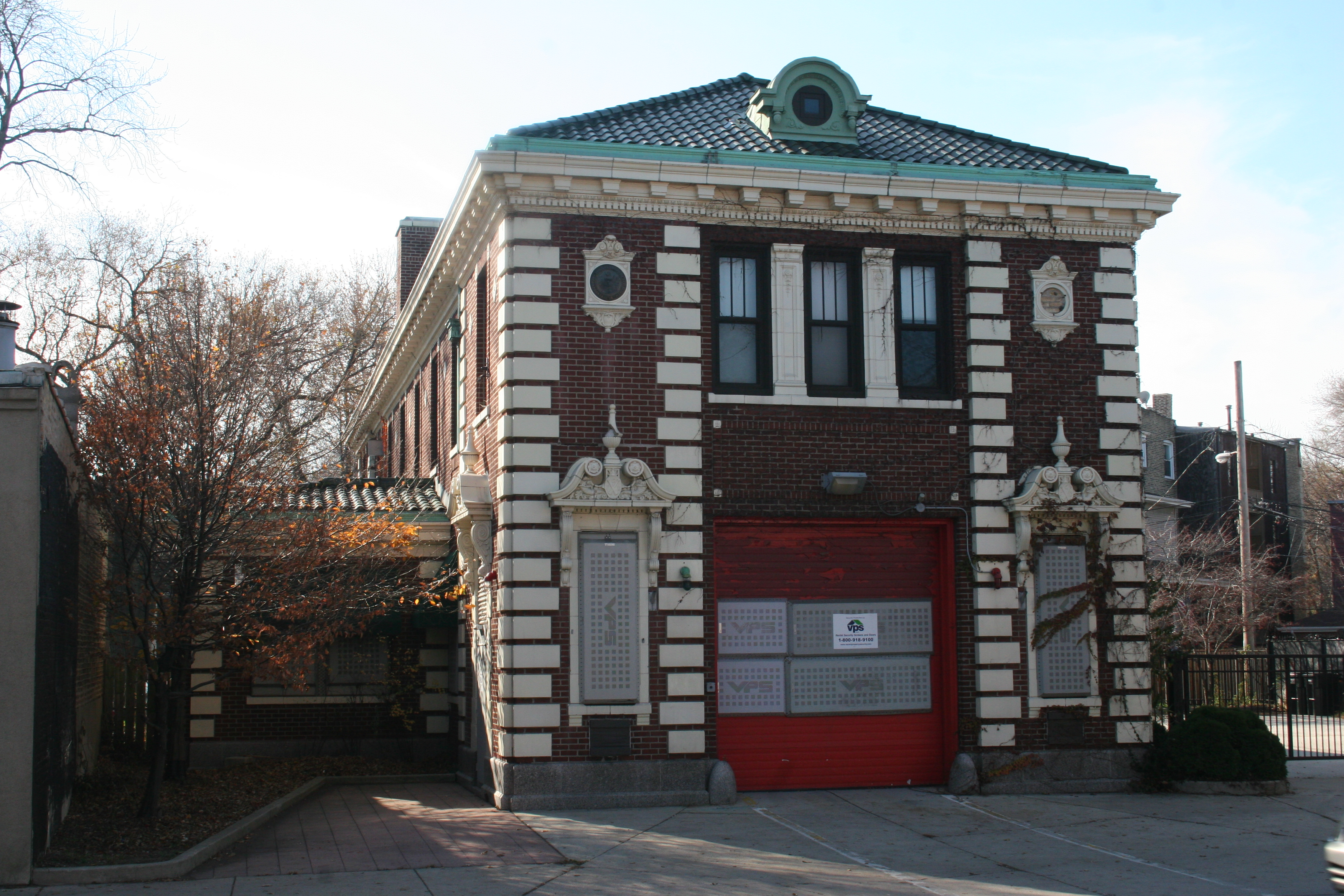
La caserne 70 de Edgewater.

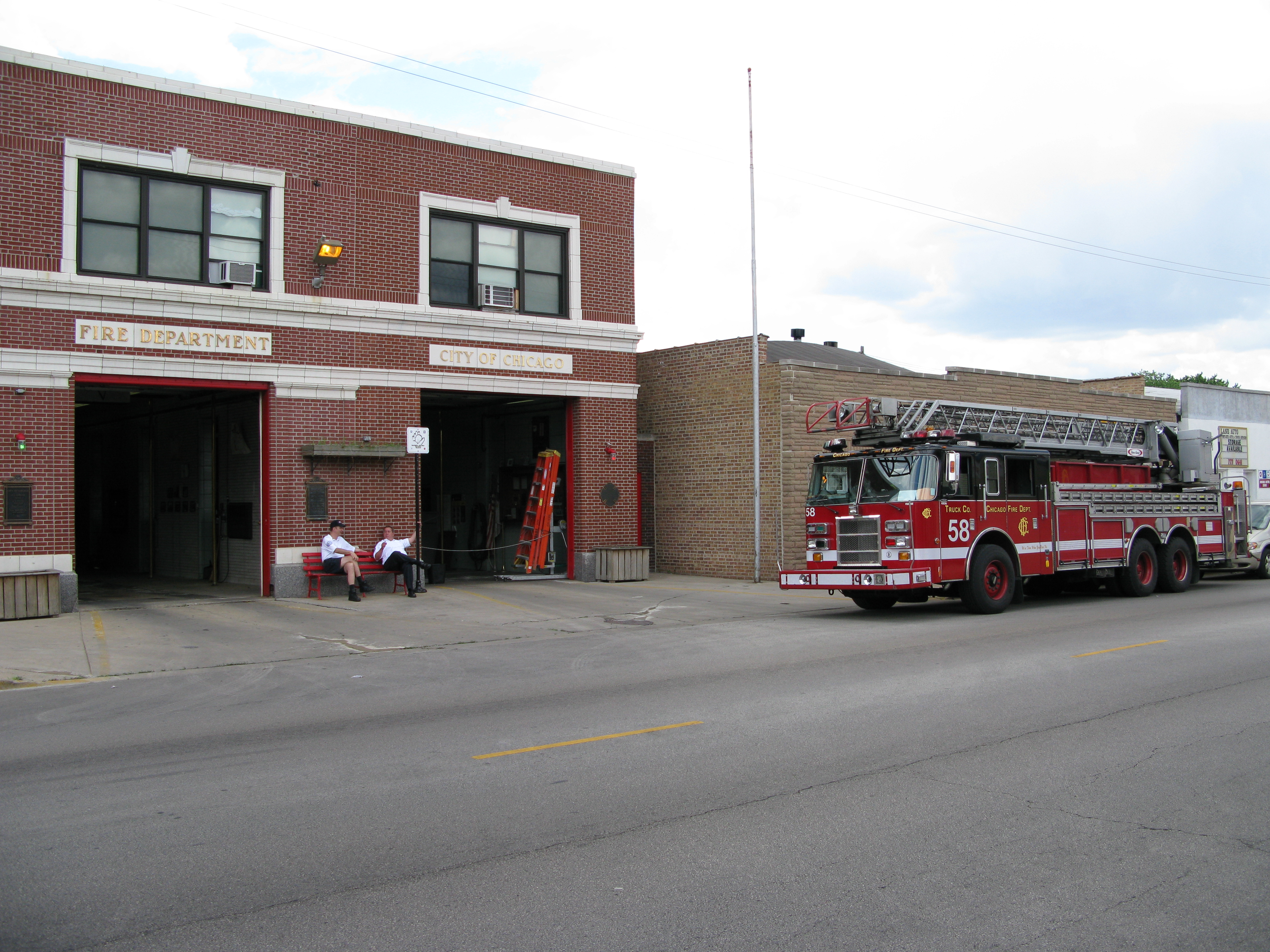
La caserne 58 de Belmont Cragin.

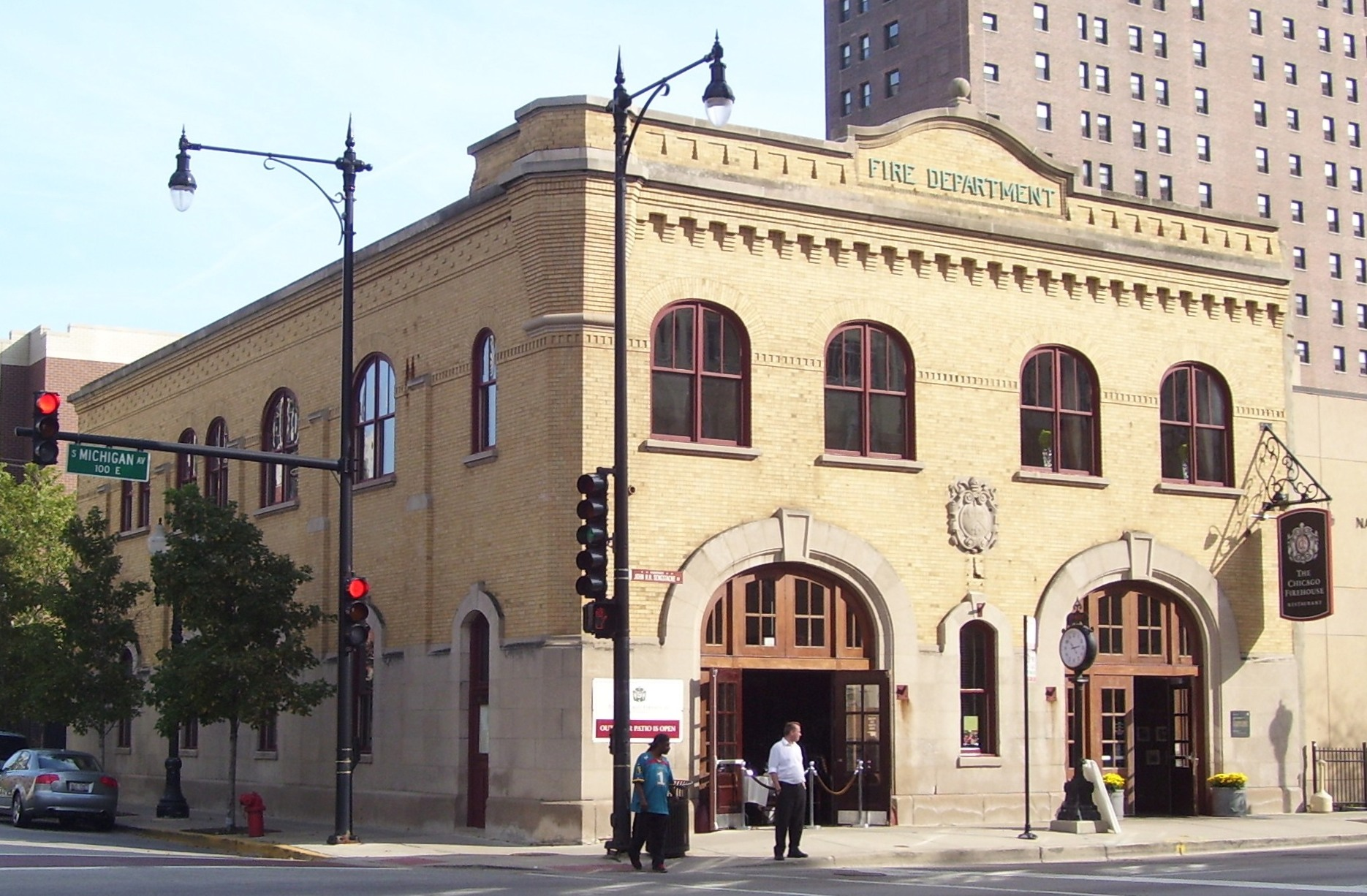
La caserne de Near South Side.

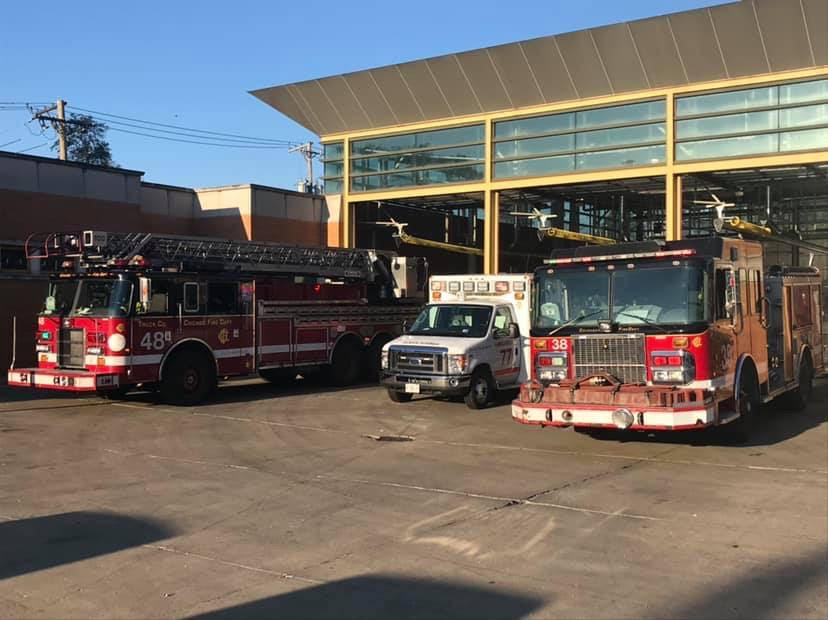
La caserne 38 de South Lawndale.

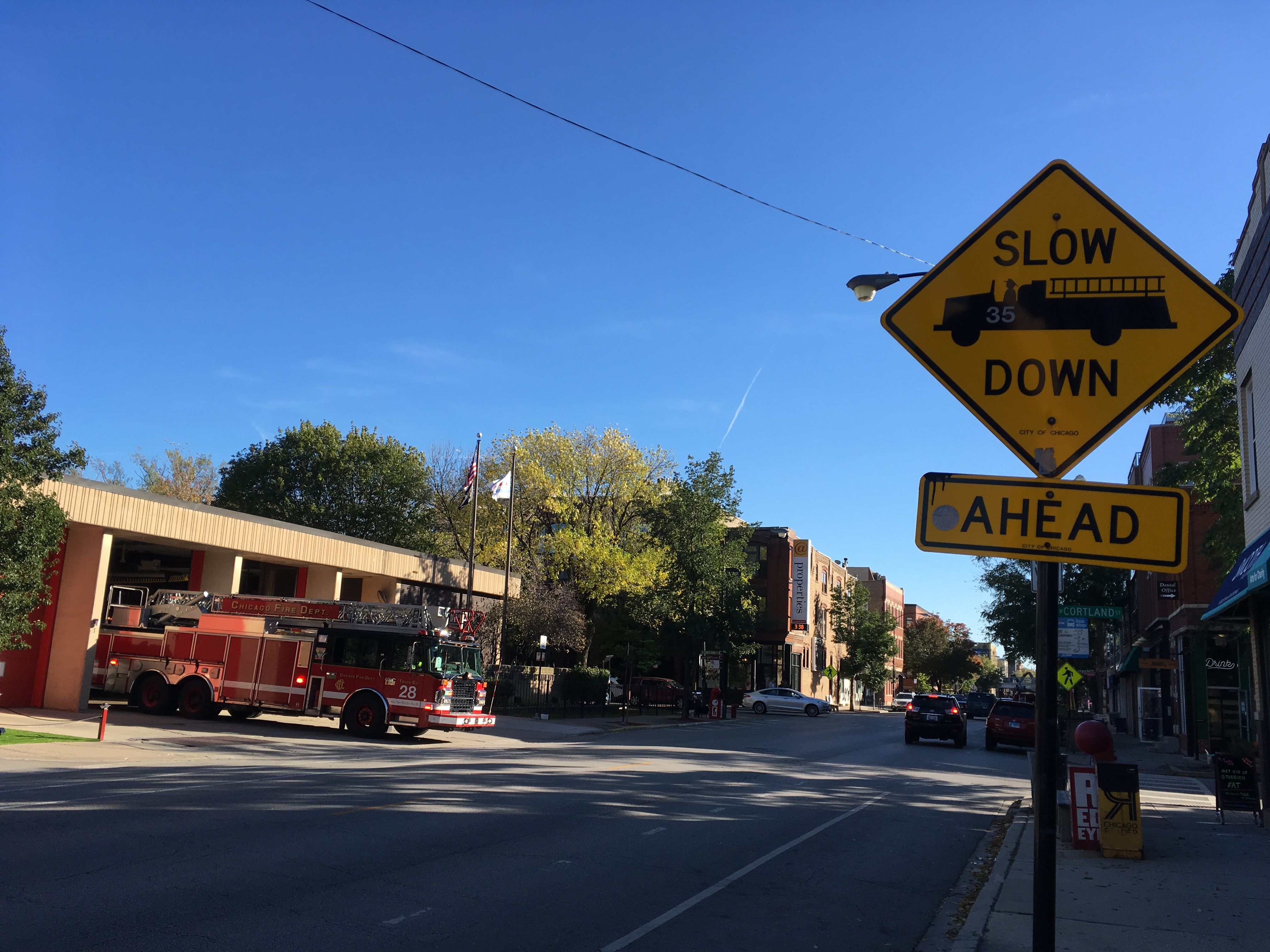
La caserne 28 de North Bridgeport.

- Caserne 1 : 419 South Wells Street - South Loop
- Caserne 4 : 548 West Division St. - Cabrini-Green
- Caserne 5 : 324 S. Des Plaines - West Loop
- Caserne 7 : 4911 W. Belmont - Portage Park
- Caserne 8 : 212 W. Cermak - Chinatown
- Caserne 9 : O'Hare International Airport  (station 3) - O'Hare
- Caserne 10 : O'Hare International Airport (station 2) - O'Hare
- Caserne 11 : 5343 North Cumberland - Oriole Park
- Caserne 13 : 259 N. Columbus - East Loop
- Caserne 14 : 1129 W. Chicago - Noble Square
- Caserne 15 : 8028 S. Kedzie - Wrightwood
- Caserne 16 : 4005 S. Dearborn - Bronzeville
- Caserne 18 : 1360 S. Blue Island - Little Italy
- Caserne 19 : 3421 S. Calumet - Douglas
- Caserne 22 : 605 W. Armitage - Lincoln Park
- Caserne 23 : 1915 S. Damen - Pilsen
- Caserne 26 : 10 N. Leavitt - West Town
- Caserne 28 : 2528 S. Throop - North Bridgeport
- Caserne 29 : 3509 S. Lowe - South Bridgeport
- Caserne 30 : 1125 N. Ashland - East Ukrainian Village
- Caserne 32 : 5555 S. Narragansett - Garfield Ridge
- Caserne 34 : 4034 W. 47th St. - Archer Heights
- Caserne 35 : 1901 N. Damen - Bucktown
- Caserne 38 : 3949 W. 16th St. - South Lawndale
- Caserne 39 : 1618 W. 33rd Pl. - McKinley Park
- Caserne 42 : 55 W. Illinois - River North
- Caserne 43 : 2179 N. Stave - Logan Square
- Caserne 44 : 412 N. Kedzie - East Garfield Park
- Caserne 45 : 4602 S. Cottage Grove - Grand Boulevard
- Caserne 46 : 3027 East 93rd St. - South Chicago
- Caserne 47 : 432 E. Marquette - Woodlawn
- Caserne 49 : 4401 S. Ashland - Back Of The Yards
- Caserne 50 : 5000 S. Union - Canaryville
- Caserne 54 : 7101 S. Parnell - Hamilton Park
- Caserne 55 : 2714 N. Halsted - Lakeview
- Caserne 56 : 2214 W. Barry - Roscoe Village
- Caserne 57 : 1244 N. Western - Humboldt Park
- Caserne 58 : Berth Filtration Plant (en été) & Navy Pier (en hiver) - Streeterville
- Caserne 59 : 6030 N. Clark St - Edgewater
- Caserne 60 : 1150 E. 55th St - Hyde Park
- Caserne 62 : 34 E. 114th St. - Roseland
- Caserne 63 : 1440 E. 67th - Woodlawn
- Caserne 64 : 7659 S. Pulaski - Ashburn
- Caserne 65 : 3002 W. 42nd St. - Brighton Park
- Caserne 68 : 5258 W. Grand - Hanson Park
- Caserne 69 : 4017 N. Tripp - Irving Park
- Caserne 70 : 6030 N. Clark St. - Edgewater
- Caserne 71 : 6239 N. California - West Ridge
- Caserne 72 : 7974 S. South Chicago Ave - South Chicago
- Caserne 73 : 8630 S. Emerald - Auburn Gresham
- Caserne 74 : 10615 S. Ewing - East Side
- Caserne 75 : 11958 S. State - West Pullman
- Caserne 76 : 1747 N. Pulaski - Hermosa
- Caserne 78 : 1052 W. Waveland - Wrigleyville
- Caserne 79 : 6420 N. Lehigh - Egdebrook
- Caserne 81 : 10458 S. Hoxie - Irondale
- Caserne 82 : 817 E. 91st St. - Burnside
- Caserne 83 : 1200 W. Wilson - North Center
- Caserne 84 : 21 W. 59th St. - Englewood
- Caserne 86 : 3918 N. Harlem - Dunning
- Caserne 88 : 3637 W. 59th St. - Chicago Lawn
- Caserne 89 : 3945 W. Peterson - Peterson Park
- Caserne 91 : 2827 N. Pulaski - Logan Square
- Caserne 92 : 3112 W. 111th St. - Morgan Park
- Caserne 93 : 330 W. 104th St. - Fernwood
- Caserne 94 : 5758 W. Grace - Portage Park
- Caserne 95 : 4001 W. West End - West Garfield Park
- Caserne 96 : 439 N. Waller - South Austin
- Caserne 97 : 13359 S. Burley - Hegewisch
- Caserne 98 : 202 E. Chicago - Gold Coast
- Caserne 99 : 3042 S. Kedvale - Little Village
- Caserne 101 : 2250 W. 69th St. - West Englewood
- Caserne 102 : 7340 N. Clark St. - Rogers Park
- Caserne 103 : 25 S. Laflin - West Loop
- Caserne 104 : 11659 S. Avenue O - Hegewisch
- Caserne 106 : 3401 N. Elston - Avondale
- Caserne 107 : 1101 S. California - Lawndale
- Caserne 108 : 4559 N. Milwaukee - Jefferson Park
- Caserne 109 : 2358 S. Whipple - Marshall Square
- Caserne 110 : 2322 W. Foster - Ravenswood
- Caserne 112 : 3801 N. Damen - North Center
- Caserne 113 : 5212 W. Harrison - South Austin
- Caserne 115 : 11940 S. Peoria - West Pullman
- Caserne 116 : 5955 S. Ashland - Back of The Yards
- Caserne 117 : 4900 W. Chicago - West Garfield Park
- Caserne 119 : 6030 N. Avondale - Jefferson Park
- Caserne 120 : 11035 S. Homewood - Morgan Park
- Caserne 121 : 1724 W. 95th St. - Beverly
- Caserne 122 : 101 E. 79th St. - Park Manor
- Caserne 123 : 2215 W. 51st St. - Englewood
- Caserne 124 : 4426 N. Kedzie - Albany Park
- Caserne 125 : 2323 N. Natchez - Montclare
- Caserne 126 : 7313 S. Kingston - South Shore
- Caserne 127 : 5200 W. 63rd (Midway International Airport) - West Elsdon
- Caserne 129 : 8120 S. Ashland - Gresham
- Truck 24 : 10400 S. Vincennes - Washington Heights
- Truck 63 : O'Hare International Airport (station 1) - O'Hare
- Rescue 4 : O'Hare International Airport (station 4) - O'Hare

## Dans la culture populaire

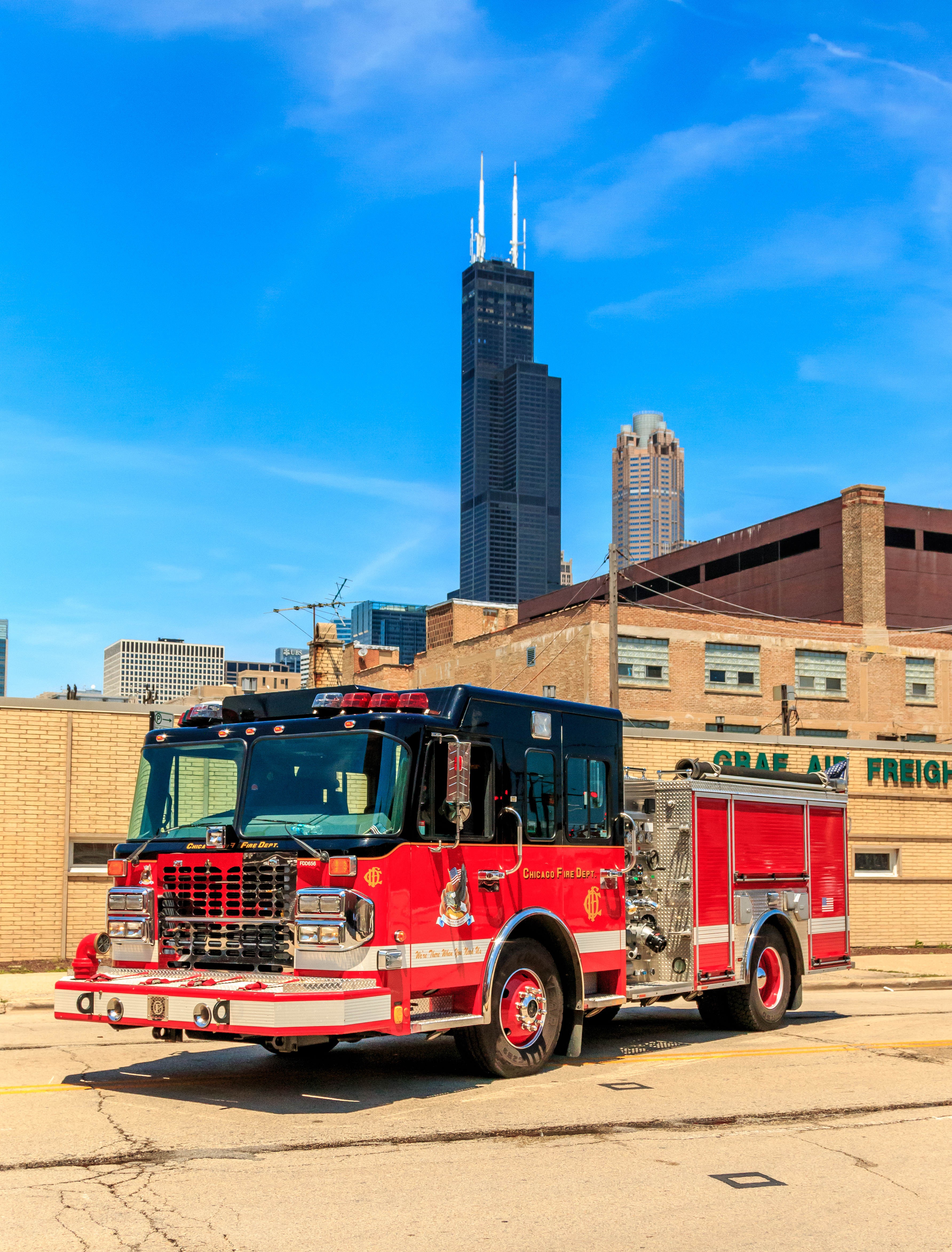
Camion du CFD avec la Willis Tower en arrière plan.

Le CFD fait des apparitions, parfois brèves, d'autres fois de premier plan, dans des films, séries télévisées, documentaires, clips vidéo, etc. Ci-dessous, quelques exemples notables de rôles tenu par le département :
- Dans le film Backdraft (1991) de Ron Howard avec Kurt Russell, William Baldwin, Robert De Niro, Scott Glenn et Donald Sutherland. Ce film d'action est centré sur une compagnie fictive du CFD où les acteurs principaux campent tous des rôles de pompiers.
- Dans le film U.S. Marshals (1998) de Stuart Baird. Dans une scène, les pompiers interviennent à la suite de l'accident de la route impliquant Wesley Snipes.
- Il apparaît brièvement dans le film Le Fugitif (1993) d'Andrew Davis avec Harrison Ford et Tommy Lee Jones. Dans la scène où Frederic Sykes dit le "manchot" (interprété par Andreas Katsulas) cloîtré chez lui et se sachant surveiller par des agents de police garés en voiture dans la rue de son domicile, appelle les pompiers qui arrivent dans sa rue toutes sirènes hurlantes, lui permettant de créer une diversion et de s'échapper discrètement.
- Le CFD est mis à l'honneur dans le clip vidéo Burnin' (sorti en 1997 et réalisé par Seb Janiak) du duo français de musique électronique Daft Punk. Le clip vidéo met en scène un enfant qui se rêve en pompier ; au même moment, le clip met en scène un jeune pompier d'une compagnie du CFD, à bord d'un camion échelle, qui intervient avec ses collègues dans un immeuble en flammes au One South Wacker Drive (dans l'ouest du secteur financier du Loop) dans lequel une fête se déroule ; à la fin du clip, l'enfant verse de l'eau sur le barbecue en flammes que son père ne parvenait pas à maîtriser et le jeune pompier du CFD arrive à bout de l'immeuble en feu ; tous deux sont satisfaits.
- Le CFD tient un rôle de premier plan dans la série télévisée de NBC Chicago Fire (créée par Michael Brandt et en production depuis 2012)[50]. La série met en scène une compagnie de sapeurs-pompiers de Chicago affectée à la caserne 51 ; elle se concentre aussi bien sur l'aspect professionnel du métier que sur la vie sociale des différents personnages.

## Galerie d'images

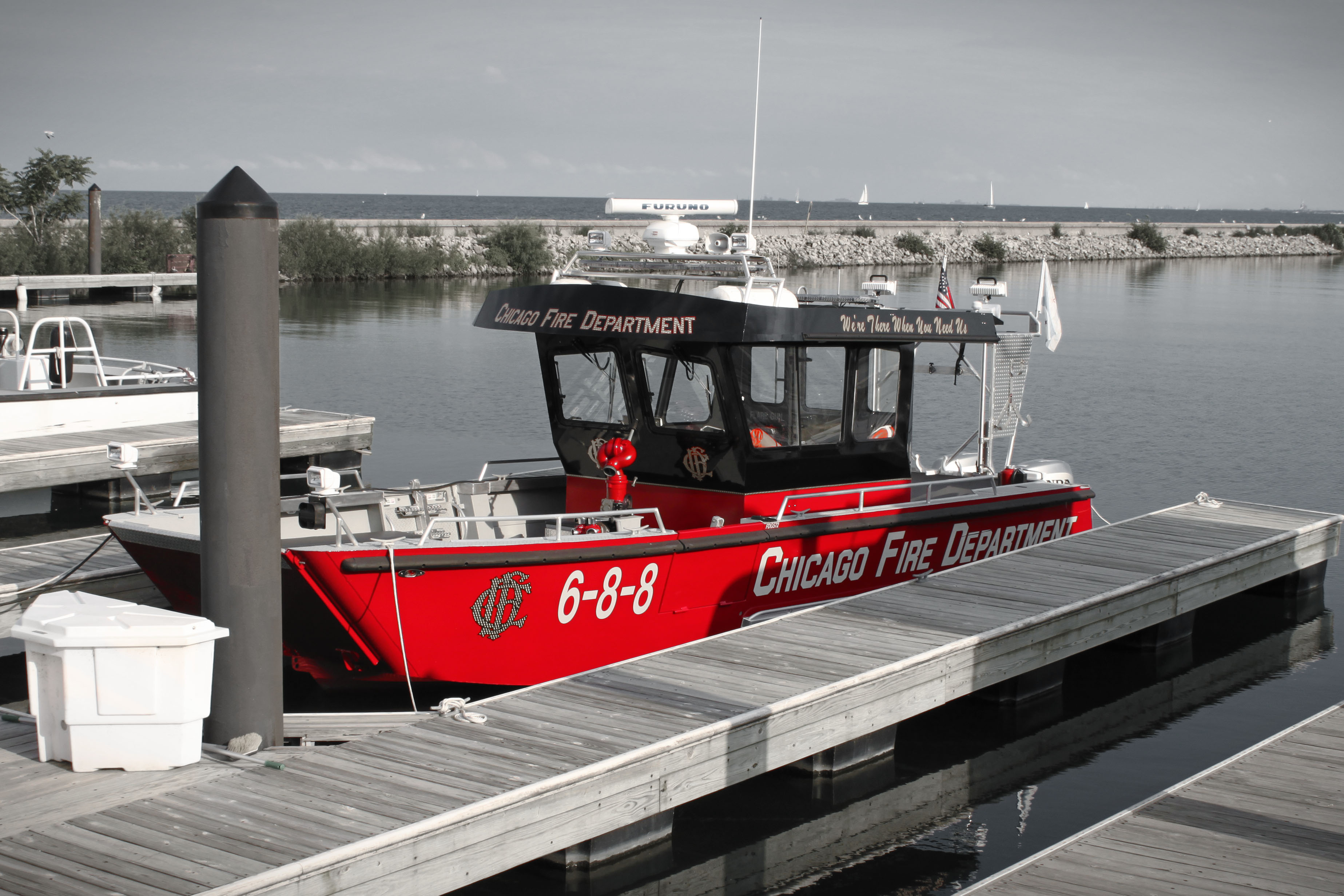
Bateau-pompe et de sauvetage du CFD.
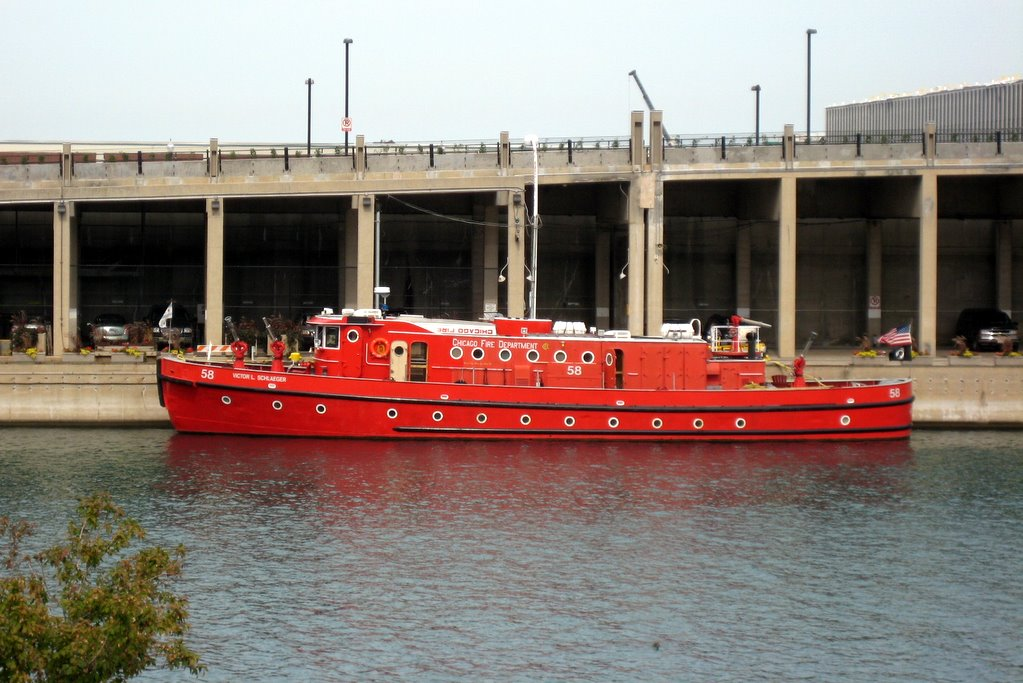
Le bateau-pompe Victor L. Schlaeger.
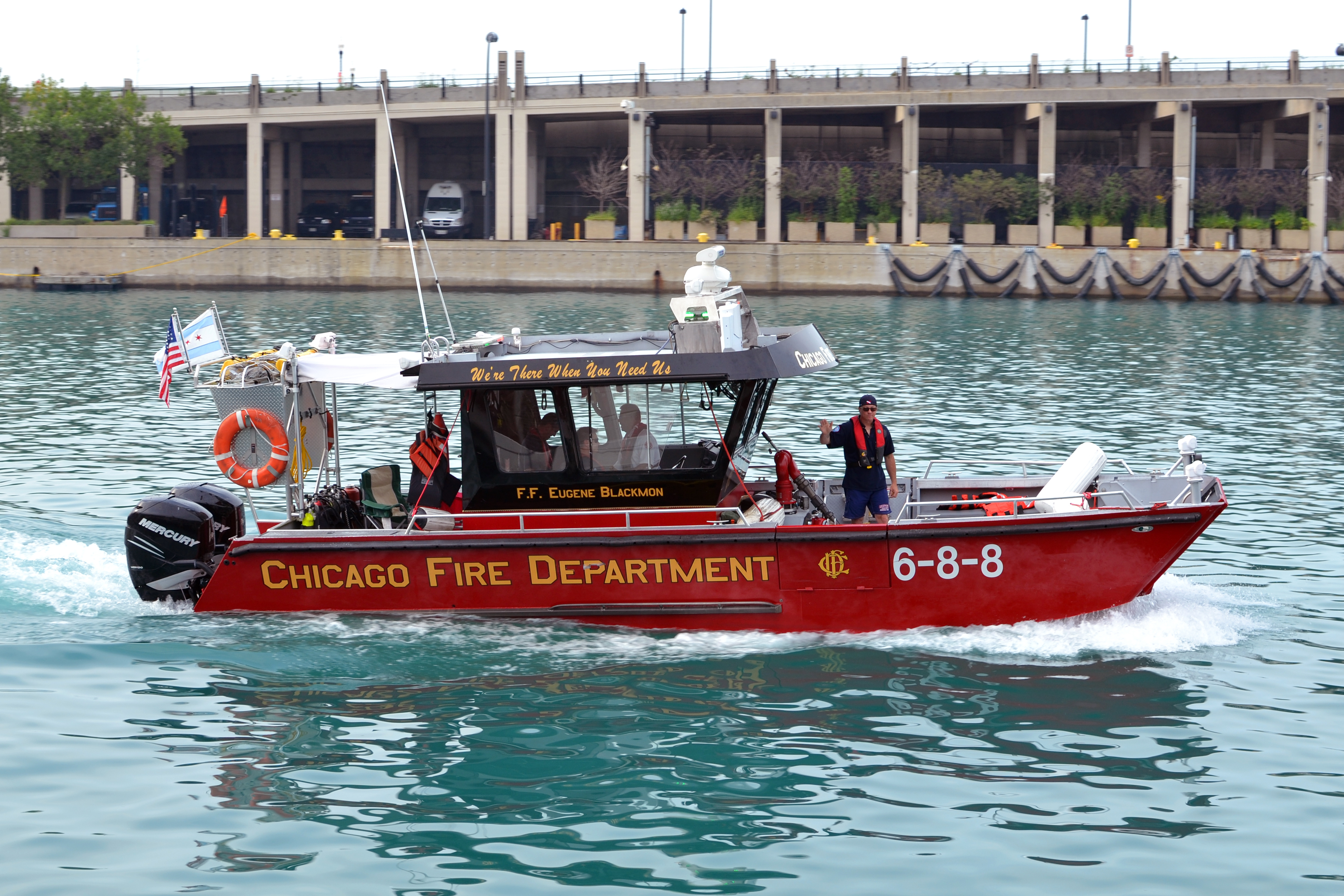
Le bateau-pompe et de sauvetage F.F Eugene Blackmon.
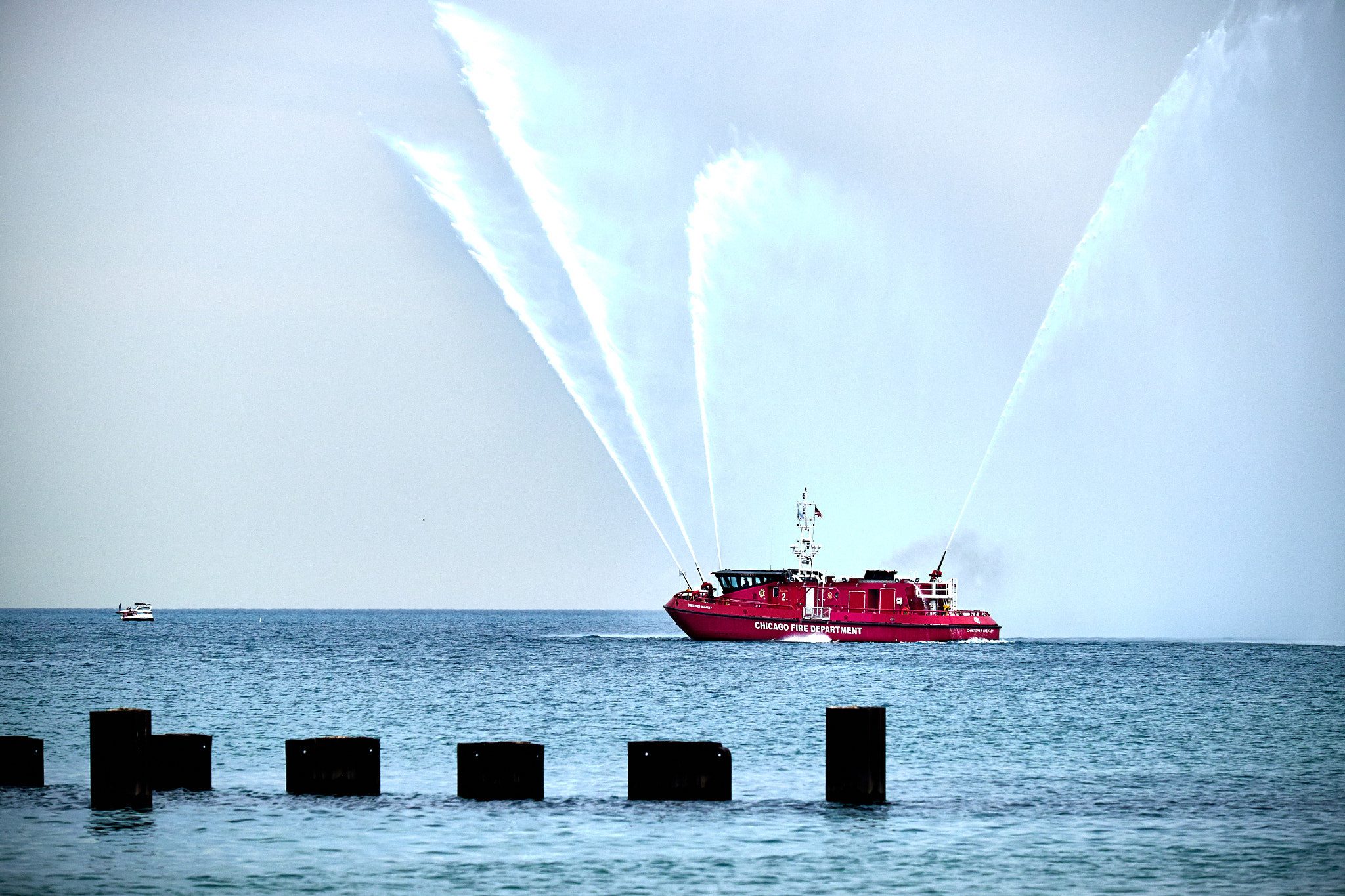
Le Christopher Wheatley lors du Chicago Air & Water Show.
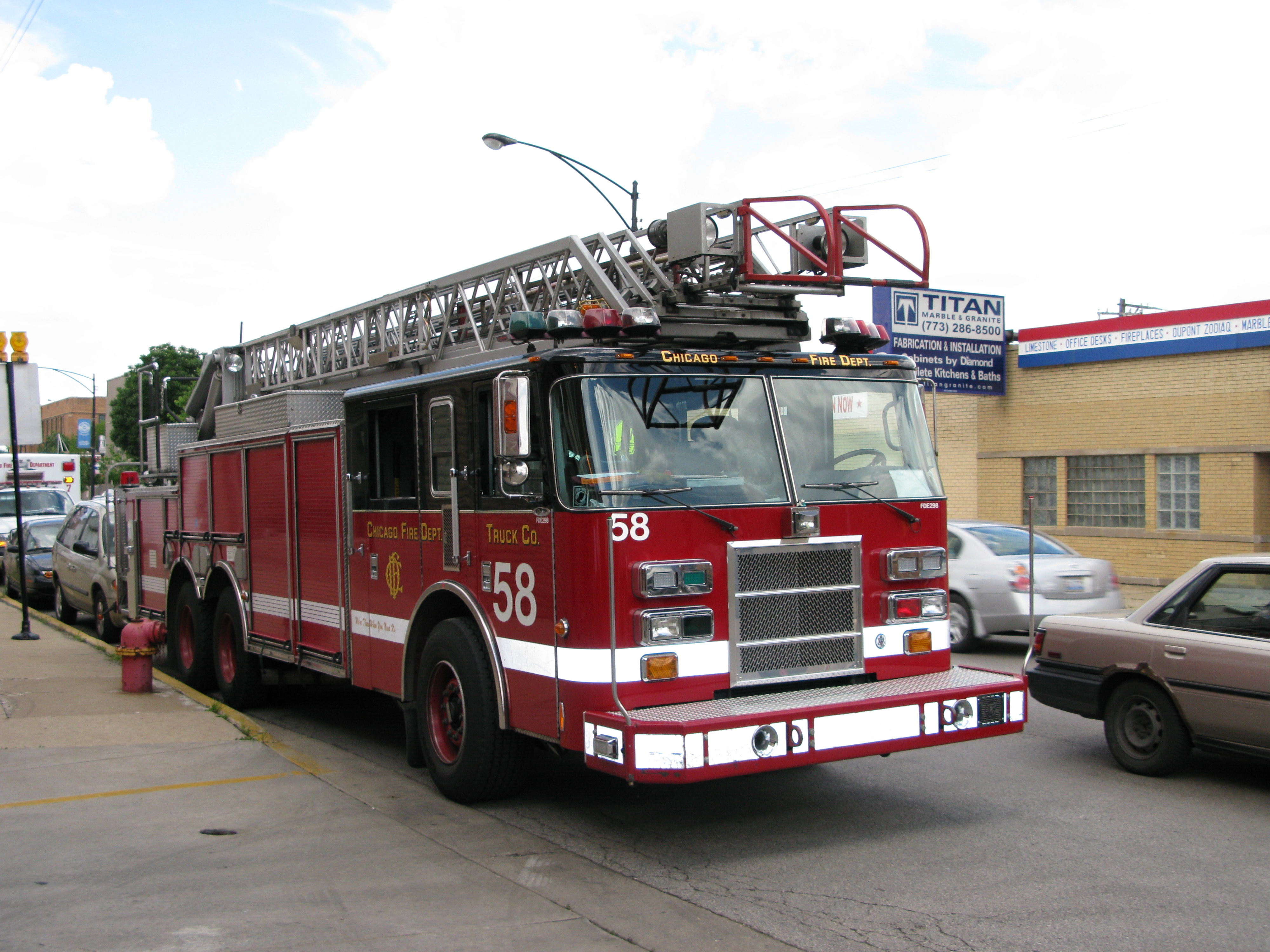
Grande échelle de la compagnie 58 ; on aperçoit le gyrophare vert à l'avant.
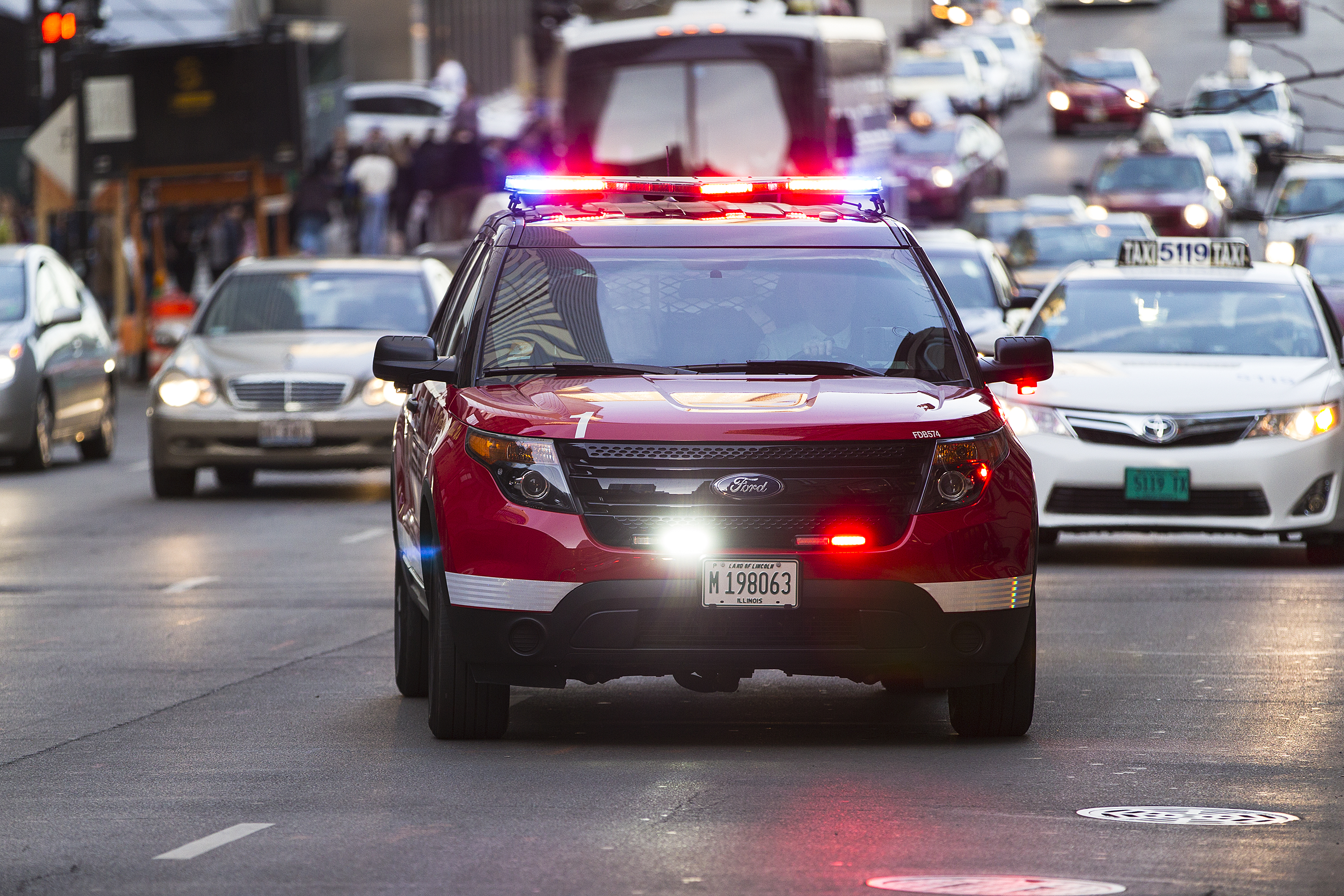
Véhicule d'assistance en intervention.
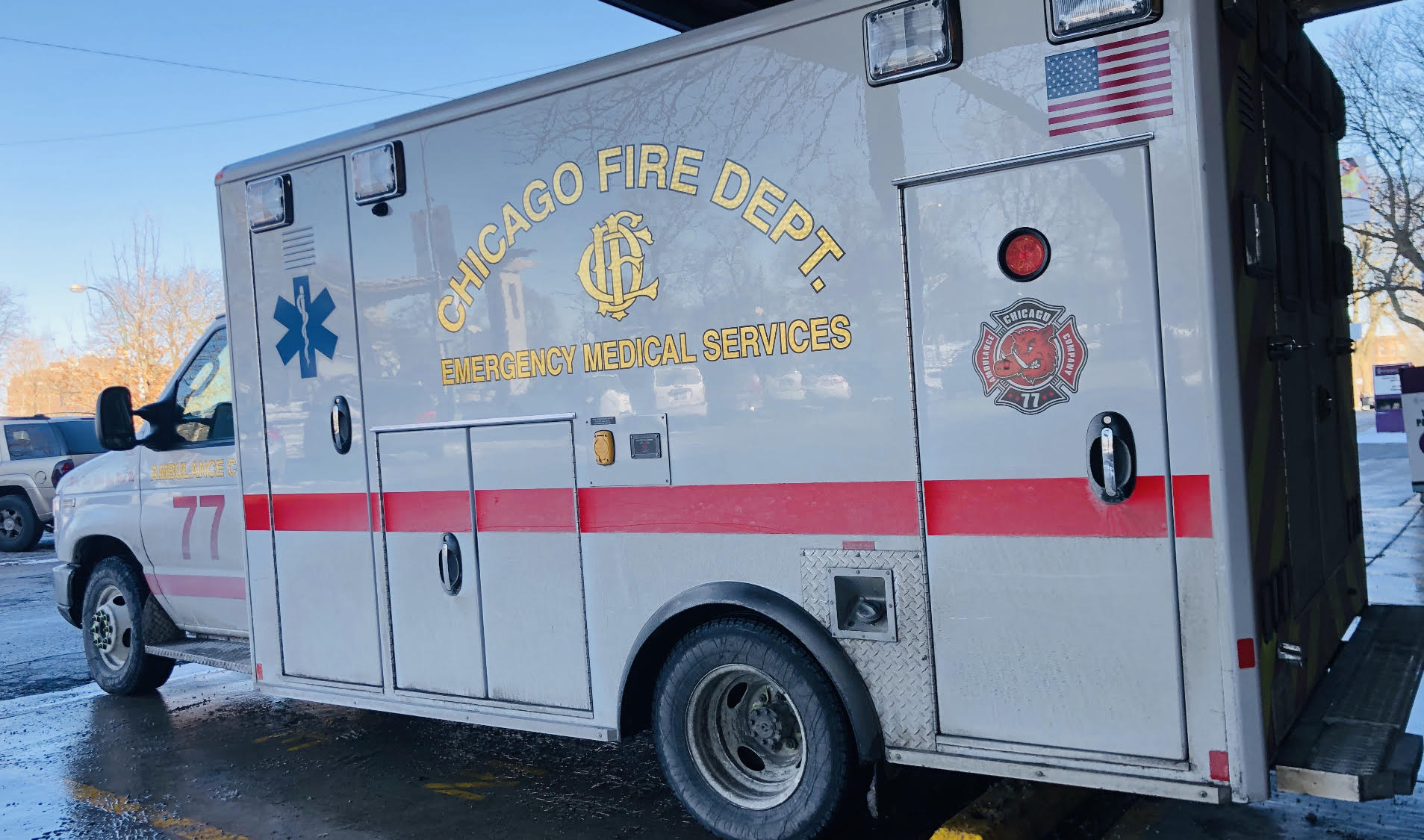
Ambulance 77.
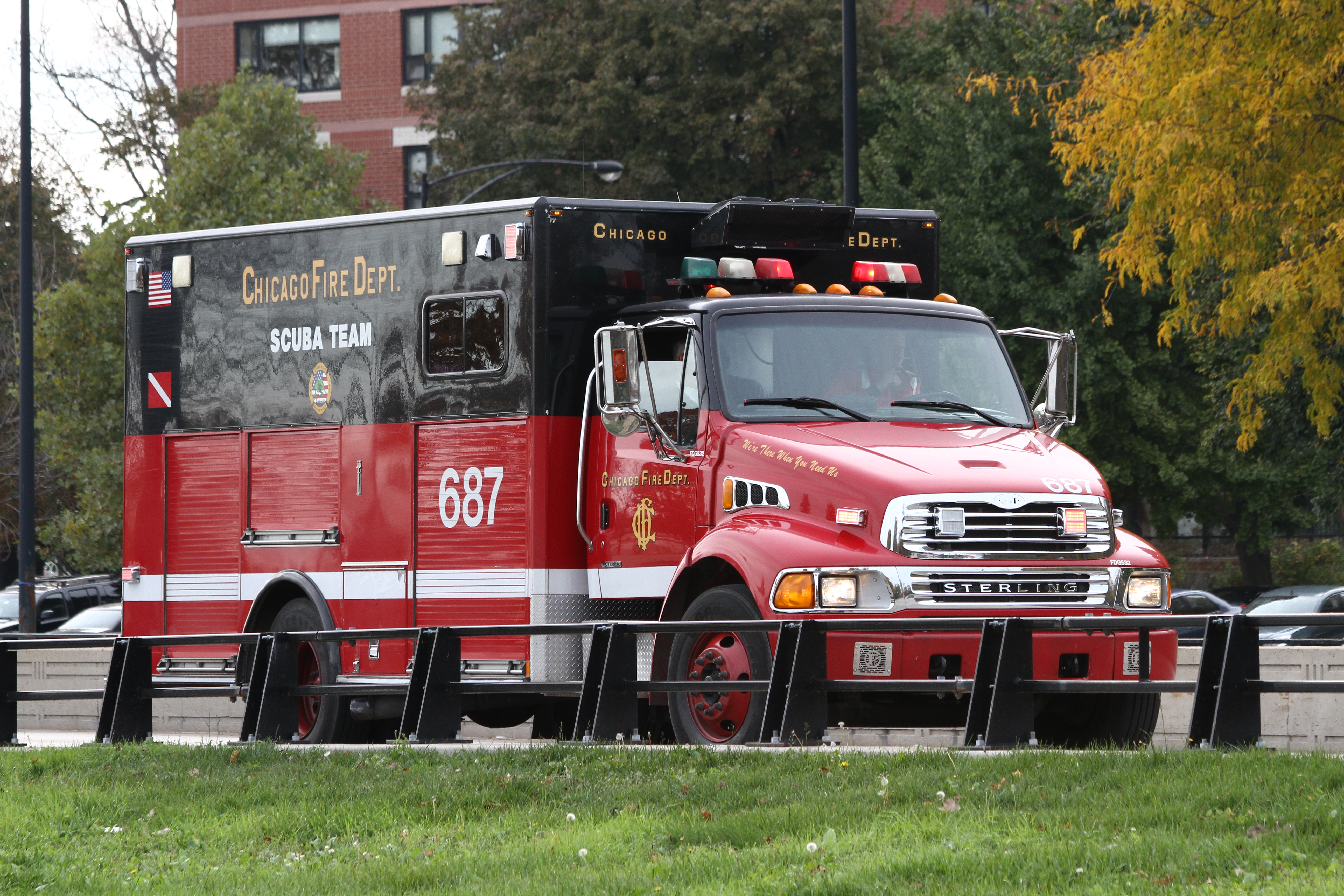
Camion de l'unité des secours nautique.